# Tabletop

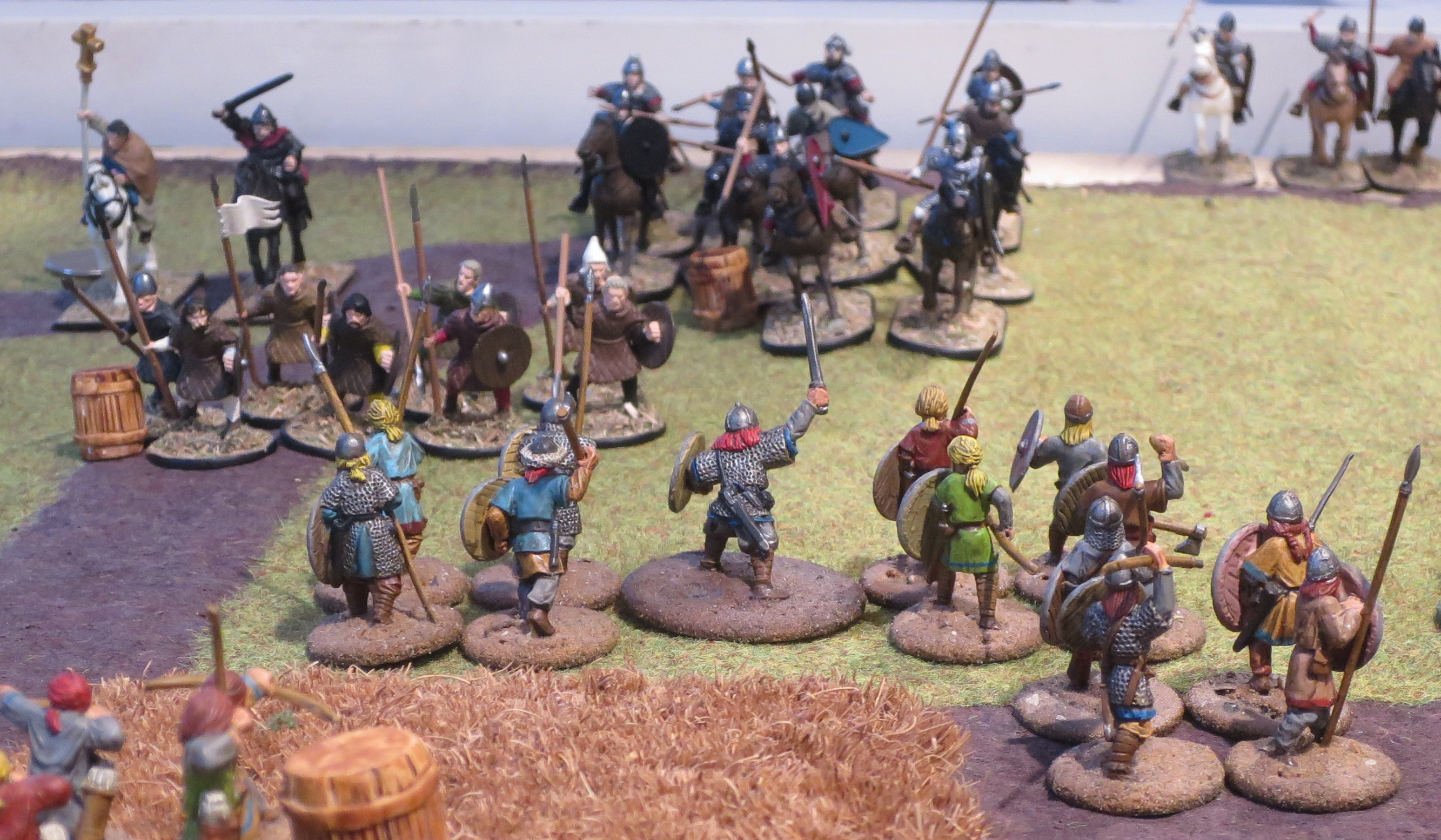
Szene aus einem Saga-Spiel von einem Turnier in Hamburg: Wikinger kämpfen gegen Bretonen.

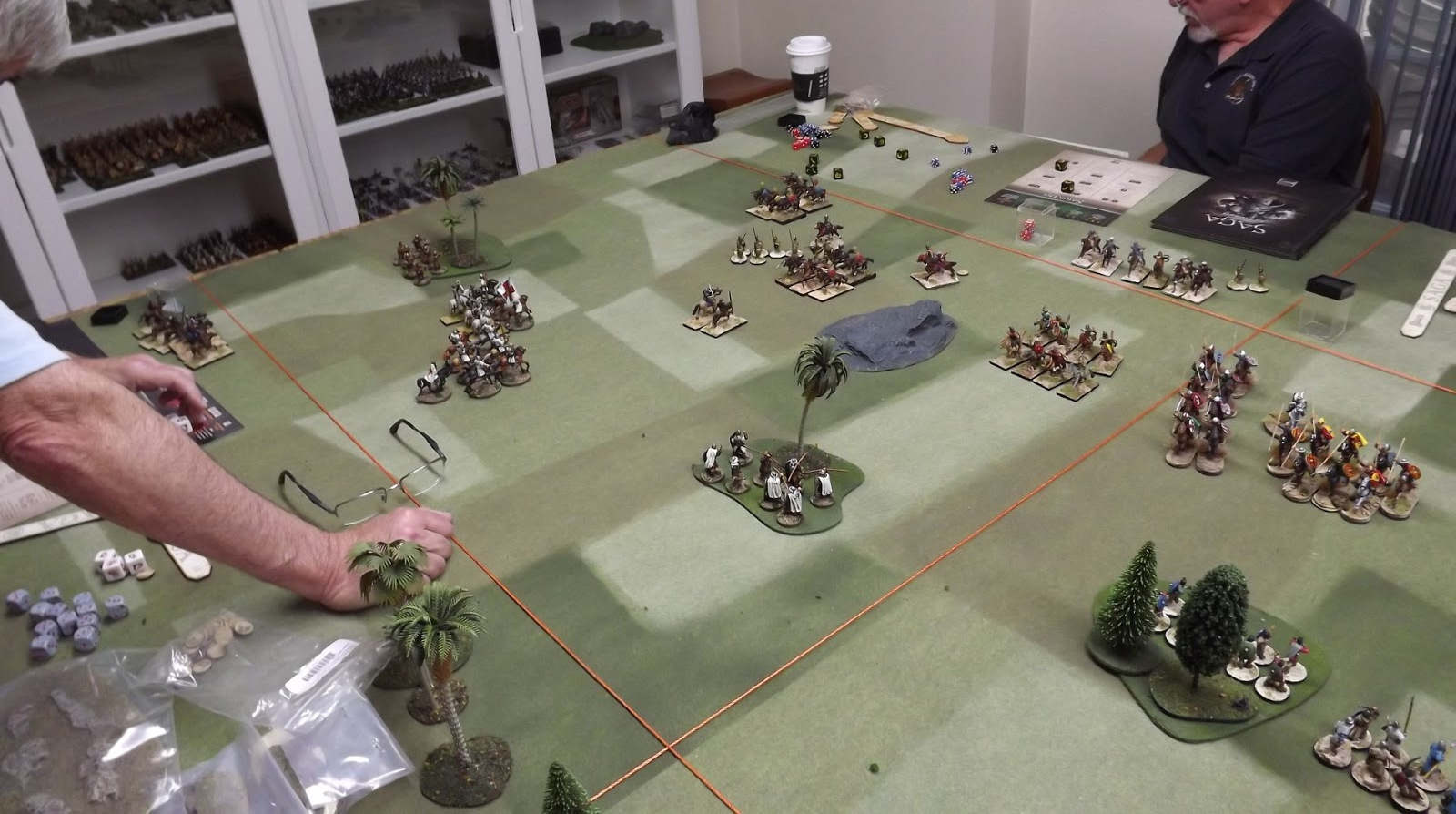
Eine Momentaufnahme aus einem Tabletop-Spiel

Als Tabletop-Spiel (engl. „Tischplatte“) bezeichnet man ein Strategiespiel, bei dem mit Miniaturfiguren auf einer Spieloberfläche (besonders Tischen) gespielt wird. Tabletop-Spiele lassen sich in den Bereich der Konfliktsimulationsspiele einordnen und werden in der Regel mit zwei Spielern gespielt. Die Spieler wählen vor Spielbeginn eine von mehreren Konfliktparteien und stellen sich die Miniaturen zusammen, die sie einsetzen möchten. Das Spielziel kann sich auch bei dem gleichen Tabletop-Spiel durch Szenarien von Spiel zu Spiel unterscheiden. Da es kein herkömmliches Spielbrett gibt, können die Miniaturen gemäß den Spielregeln relativ frei bewegt werden. Die Spieloberfläche wird oft mit sogenannten Geländestücken gestaltet und soll die Umgebung des Konflikts nachbilden. Durch die variable Spieloberfläche, das Zusammenstellen der Miniaturen, die große Bewegungsfreiheit der Miniaturen und das wechselnde Spielziel sind die Spiele sehr abwechslungsreich. Die Miniaturen werden durch die Spieler gesammelt, zusammengebaut und bemalt. Die Ursprünge des Tabletop reichen bis ins späte 19. Jahrhundert zurück, mit Robert Louis Stevenson und H. G. Wells als frühen Pionieren. Heute existiert eine lebendige Tabletop-Gemeinschaft mit Vereinen, Turnieren und Conventions.
Häufig wird in der Tabletop-Gemeinschaft auch der Begriff Tabletop-System anstelle des Tabletop-Spiels verwendet. Der Begriff Tabletop-System umfasst die Gesamtheit der Produkte des Herstellers eines Tabletop-Spiels (Regelbücher, Erweiterungen, Miniaturen, Zubehör etc.).

## Beschreibung

### Spielmechanik
Mit teilweise sehr komplexen Spielregeln wird versucht, möglichst alle Aspekte eines tatsächlichen Konflikts im Spiel umzusetzen. So werden in vielen Tabletop-Spielen die Moral der Truppe, Vor- und Nachteile von Gelände und Ausrüstung, Einheiten mit speziellen Fähigkeiten und Taktiken wie Phalanx, Plänkler, Kavallerie und die Eigenschaften verschiedener Waffen regeltechnisch umgesetzt. Je nachdem wie detailliert ein Konflikt simuliert werden soll, gibt es Tabletop-Spiele mit einfacheren oder mit sehr komplexen Regeln. So gibt es Regelbücher mit weniger als 30 illustrierten Seiten an Regeln oder Regelbücher mit über 200 illustrierten Seiten an Regeln. Grundlegend unterscheiden sich die einzelnen Spiele in der Komplexität der Regeln, der Größe des Konflikts, der simuliert werden soll und dem Genre.
Tabletop-Spiele werden in der Regel zu zweit gespielt, wobei jeder Spieler eine Konfliktpartei spielt. Für einige Tabletop-Spiele gibt auch einzelne Szenarien für mehr als zwei Spieler.

#### Spielregeln

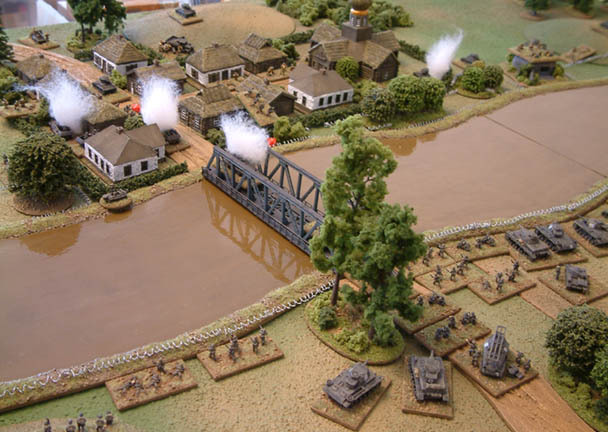
Eine Momentaufnahme aus einem Tabletop-Spiel

Die Miniaturen repräsentieren auf dem Spielfeld die Einheiten oder Truppen der Konfliktparteien. Eine Miniatur kann dabei einen einzelnen Soldaten, ganze Einheiten, riesige Monster, Kriegsmaschinen bis hin zu ganzen Schlachtschiffen oder Raumschiffen darstellen. Was eine Miniatur repräsentiert, hängt von dem Spielsystem ab. Welche Miniaturen gespielt werden, legt ein Spieler nach den Vorgaben des Spielsystems und abhängig von der verabredeten Spielgröße vor dem Spiel fest. Häufig können die Einheiten während eines Spiels simulierte Verwundungen erleiden oder simuliert beschädigt werden und zählen ab einem gewissen Grad als ausgeschaltet oder zerstört und werden vom Spielfeld entfernt. Viele Tabletop-Spiele haben auch ein System mit dem die Moral von Einheiten und Truppen simuliert wird, sodass Einheiten und Truppen auch vom Spielfeld fliehen können. Einige Spielsysteme haben auch Regeln, wonach neue Miniaturen während eines Spiels auf dem Spielfeld erscheinen können.
In Tabletop-Spielen werden die Spielregeln in einem oder mehreren Büchern dargestellt. Das ist häufig ein Grundregelbuch mit Erweiterungsbüchern. Die Miniaturen und Einheiten haben Attribute und Spezialregeln. Ein Beispiel für ein solches Attribut ist ein Wert für die Bewegungsreichweite der Miniatur auf dem Spielfeld. Diese Attribute und spezielle Regeln unterscheiden sich von Miniatur zu Miniatur bzw. von Einheit zu Einheit innerhalb eines Tabletop-Spiels. Moderne Systeme geben dem Spieler inzwischen Apps an die Hand, um den Überblick über die Werte und Regeln zu behalten. Gerade der Umfang der Regeln lässt Tabletop-Spiele häufig nicht einsteigerfreundlich wirken.
Die Bewegung der Modelle oder Einheiten auf dem Spielfeld wird in der Regel mit einem Maßband gemessen. Häufig haben Modelle oder Einheiten einen Grundbewegungswert der durch Gelände und Sonderregeln erhöht oder reduziert werden kann. Einige Tabletop-Spiele nutzen statt einem Maßband auch Schablonen zur Bewegung oder verwenden Hexfelder, um Entfernungen darzustellen.
Gemäß den Regeln werden die meisten Aktionen über Würfelwürfe bestimmt. Viele Systeme nutzen neben gewöhnlichen sechsseitigen Würfeln auch spezielle Würfel mit anderen Seitenzahlen. Einige weniger verbreitete Systeme werden mit Hilfe von Spielkarten gespielt oder nutzen eine Kombination aus Würfeln und Karten. Daneben gibt es Systeme, die den Zufall weitestgehend ausschalten und vor allem über den Vergleich von Eigenschaftswerten funktionieren.

#### Zusammenstellen der Miniaturen
Der Großteil der heute üblichen Tabletop-Spiele hat Regeln, nachdem ein Spieler sich seine Miniaturen vor jedem Spiel zusammenstellen kann. Das Schreiben der Liste der Miniaturen, die man spielen will, erfolgt in den meisten Fällen vor dem eigentlichen Spiel. In der Regel ist jeder Konfliktpartei aus dem fiktiven Hintergrund des Tabletop-Spiels eine bestimmte Auswahl an Miniaturen zugeordnet. Schon mit dem Kauf seiner Miniaturen entscheidet sich der Spieler für eine Konfliktpartei. Dabei hat ein Spieler z. B. in dem Spiel Dropfleet Commander die Wahl zwischen einer aus fünf Fraktionen, während er in dem Spiel Frostgrave die Wahl zwischen einem von zehn Magiertypen hat. Die Spieler müssen sich zusätzlich vor dem Spiel auf eine Spielgröße einigen. Die gewählte Spielgröße hat häufig direkt Einfluss auf die Dauer und die Komplexität einer Partie. Viele Hersteller empfehlen für ihre Tabletop-Systeme dabei eine oder mehrere Standardgrößen. Die gewählte Spielgröße und die Auswahl eines Spielers bestimmen dann, welche und wie viele Miniaturen ein Spieler für seine Liste wählen darf.
Dabei ist die Auswahl an Modellen und Einheiten üblicherweise viel größer als die, die für die Spielgröße notwendig ist. Die Spieler haben so eine hohe Varianz zwischen einzelnen Spielen. Alle Tabletop-Spiele, die ein solches Regel-System haben, bestimmen darüber die Ausgeglichenheit der beiden Kontrahenten, indem jeder Miniatur im Regelwerk ein Wert zugeordnet wird. Die Summe der Werte aller gewählten Miniaturen entspricht dann der gewählten Spielgröße.
Will ein Spieler eine optimierte Liste von Miniaturen spielen, z. B. für ein Turnier, so kann es sein, dass der Spieler mehr Zeit damit verbringt seine Liste zu schreiben, als ein Spiel dauert. Vor einem Turnier testen die Spieler häufig in Probespielen. Es gibt aber auch Tabletop-Spiele, bei denen man die gespielten Miniaturen nicht vorab zusammenstellt. Ein Beispiel dafür ist das deutsche Tabletop-Spiel Summoners, das als Alleinstellungsmerkmal in seinen Regeln darauf setzt, dass die meisten Miniaturen während des Spiels beschworen werden. Einzig der Beschwörer ist zu Spielbeginn auf dem Spielfeld. Aber auch bei diesem Spiel müssen die Spieler vor Spielbeginn die Spielgröße festlegen, indem sie sich auf eine Beschwörerstufe einigen.
Zusätzlich zu den Miniaturen bieten einige Regelwerke die Möglichkeit, die Miniaturen mit zusätzlicher oder alternativer Ausrüstung und Aufwertungen auszustatten. Diese Regeln können Aufwertungen von Einheiten, zusätzliche Waffen oder Rüstung simulieren. Bei Fantasy-Tabletops sind es oft magische Gegenstände, bei Science-Fiction-Tabletops sind es oft alternative Waffen oder zusätzliche technische Ausrüstung (z. B. zur Aufklärung oder zum Hacken). Jeder alternativen Ausrüstung oder Aufwertung wird, ähnlich wie bei den Miniaturen, ein Wert zugeordnet, der zum Gesamtwert der jeweiligen Liste des Spielers gezählt wird. Am Ende sollte der Gesamtwert der Listen der Spieler ausgeglichen sein.
Einheitenaufwertungen werden teilweise als besondere Miniaturen innerhalb einer Einheit dargestellt. Zusätzliche oder alternative Ausrüstung für Miniaturen kann auch an der Miniatur selbst dargestellt werden. Die Möglichkeit dafür hängt häufig mit der Größe des Miniaturen-Sortiments des Herstellers zusammen. Größere Hersteller haben die Möglichkeit, mit einem größeren Sortiment mehr Miniaturen-Varianten anzubieten. Es gibt auch Spielergruppen, die darauf bestehen, dass die gewählte Ausrüstung an der Miniatur dargestellt wird, wenn das Spielsystem dies ermöglicht. Dies erleichtert es dem Spielpartner zu erkennen, was eine Miniatur repräsentiert und ob sie eventuell durch zusätzliche Ausrüstung zusätzliche Spezialregeln hat, schränkt aber auch die Auswahl beim Erstellen der Liste auf die Miniaturen ein, die ein Spieler besitzt. In der Tabletop-Gemeinschaft ist die Bezeichnung für dieses Prinzip „What you see is what you get.“ und wie viele Begriffe im Tabletop aus dem Englischen entlehnt.
In der Vergangenheit war das Schreiben der Liste oft verbunden mit langem Suchen und Abschreiben in Regelbüchern. Aktuell setzen immer mehr Hersteller auf Online-Armeegeneratoren und Mobile-Apps, die den Spielern das Schreiben der Liste erheblich erleichtern.
Im Bereich der historischen Tabletop-Spiele kann auch eine historische Schlacht nachgespielt werden. Dabei ist es häufig so, dass die aufeinandertreffenden Truppen nicht ausgewogen sind. Dies wird dann in der Regel über ein Szenario gelöst, in dem jede Seite unterschiedliche Bedingungen für einen Sieg hat und die Seite des historischen Verlierers somit trotz der unausgewogenen Truppen im Spiel gewinnen kann.

#### Spielziel
Da es sich bei dem Begriff Tabletop um eine Art von Spielen handelt, lässt sich kein übergeordnetes Spielziel festlegen. Ähnlich wie bei Brettspielen unterscheidet sich das Spielziel von Spielsystem zu Spielsystem. Ein einfaches Spielziel kann sein, mehr Truppen des Spielpartners auszuschalten als man selbst verliert. Es kann darüber hinaus aber auch weitere Ziele geben, die sich sogar innerhalb eines Spielsystems von Partie zu Partie unterscheiden können. Das jeweilige Spielziel wird dann in einem Szenario vorgegeben. Je nach Spielsystem kann dieses Szenario vor Spielbeginn von den Mitspielern festgelegt oder über einen Zufallsgenerator zu Spielbeginn ermittelt werden.
Bei Sportsimulationen ist das Spielziel häufig das Erzielen von Punkten über das Schießen von Toren. Aber auch bei diesen Spielen können Miniaturen des Spielpartners simuliert so verwundet werden, dass sie ausgeschaltet und vom Spielfeld entfernt werden. Je nach Sport-Spiel können die Spieler auch für das Ausschalten von Miniaturen Siegpunkte erhalten.

#### Erweiterungen und neue Regeledition
Insbesondere für modernere Tabletop-Spiele erscheinen immer wieder Erweiterungen und neue Editionen des bestehenden Regelsets. So veröffentlichte Games Workshop 2023 die 10. Edition von Warhammer 40.000 seit 1987. Außerdem veröffentlichen Hersteller häufig neue Miniaturen oder Erweiterungen der Spielregeln um neue Spielmechaniken. Viele Spielsysteme bieten dabei ein Paket aus Miniaturen, Grundregeln und Zubehör für Einsteiger an. Danach können Spieler einzelne Miniaturen oder ganze Einheiten als separate Erweiterungen kaufen. Dabei kann die einzelne Miniatur vom Einheitenanführer bis zu Monstern oder riesigen Raumschiffen reichen.
Tabletop-Spiele, die keinen neuen Inhalt oder neue Miniaturen bekommen, können mit den bestehenden Regeln weiter gespielt werden. Häufig nimmt die Anzahl der aktiven Spieler schnell ab, bis nur wenige treue Fans das Spielsystem noch spielen.

#### Spielmaßstab
Bei den meisten Tabletop-Spielen gibt es keinen absoluten Maßstab, d. h. Figuren, Gelände, Bewegung und Waffenreichweite entsprechen nicht einem einzigen Maßstabsverhältnis.
Der entscheidende Maßstab für ein Tabletop-Spiel ist der Maßstab der Miniaturen. Dabei wird häufig kein Verhältnis, sondern eine Größe in Millimetern angegeben. So sind bei einem Tabletop-Spiel im 28 mm-Maßstab Menschengroße-Modelle 28 mm groß (siehe auch Maßstab der Miniaturen).
Der unterschiedliche Maßstab liegt vor allem an der Notwendigkeit, die Schlacht auf den begrenzten Raum einer Tischoberfläche zu komprimieren. Stattdessen bevorzugen Tabletop-Spiele eine abstrakte Skalierung. Ein Soldat mit einer Muskete im 28-mm-Maßstab sollte beispielsweise im gleichen Maßstab in der Lage sein, ein Ziel aus einer Entfernung von über 5 Metern zu treffen. Eine Muskete hatte damals eine Reichweite von 300 m, auch wenn die Trefferwahrscheinlichkeit bei dieser Entfernung gering war. Im Maßstab 1:58 würde das bedeuten, sie hätte eine Reichweite von 5,17 m. Ein Tabletop-Spiel würde nicht viel Spaß machen, wenn die Miniaturen sich gegenseitig von anderen Enden des Tisches beschießen könnten, ohne sich auf dem Schlachtfeld bewegen zu müssen. Das Fantasy-Tabletop Freebooter’s Fate hat die Reichweite von Arkebusen auf 50 cm reduziert. Diese Reichweiten sind vielleicht nicht realistisch, ermöglichen aber ein interessanteres Spiel und führen dazu, dass innerhalb eines Spiel-Systems unterschiedliche Maßstäbe angewendet werden.
Gebäude hingegen werden häufig so gewählt, dass sie optisch zu den Miniaturen passen und haben daher in der Regel einen ähnlichen Maßstab wie die Miniaturen.

#### Zubehör und Hilfsmittel
Neuere Spiel-Systeme nutzen weitere Elemente zur Visualisierung der Regeln. Viele Tabletop-Spiele nutzen Charakter- oder Einheitenkarten, auf denen die Attribute und ggf. Sonderregeln abgedruckt sind. Diese Karten werden häufig auch genutzt um Verwundungen oder Beschädigungen von Miniaturen zu dokumentieren. Dazu werden die Karten mit durchsichtigem Kunststoff geschützt, zum Beispiel mit Kartenhüllen oder durch Einlaminieren, und dann mit einem wasserlöslichen Stift beschrieben, sodass die Karten von Spiel zu Spiel wiederverwendet werden können.

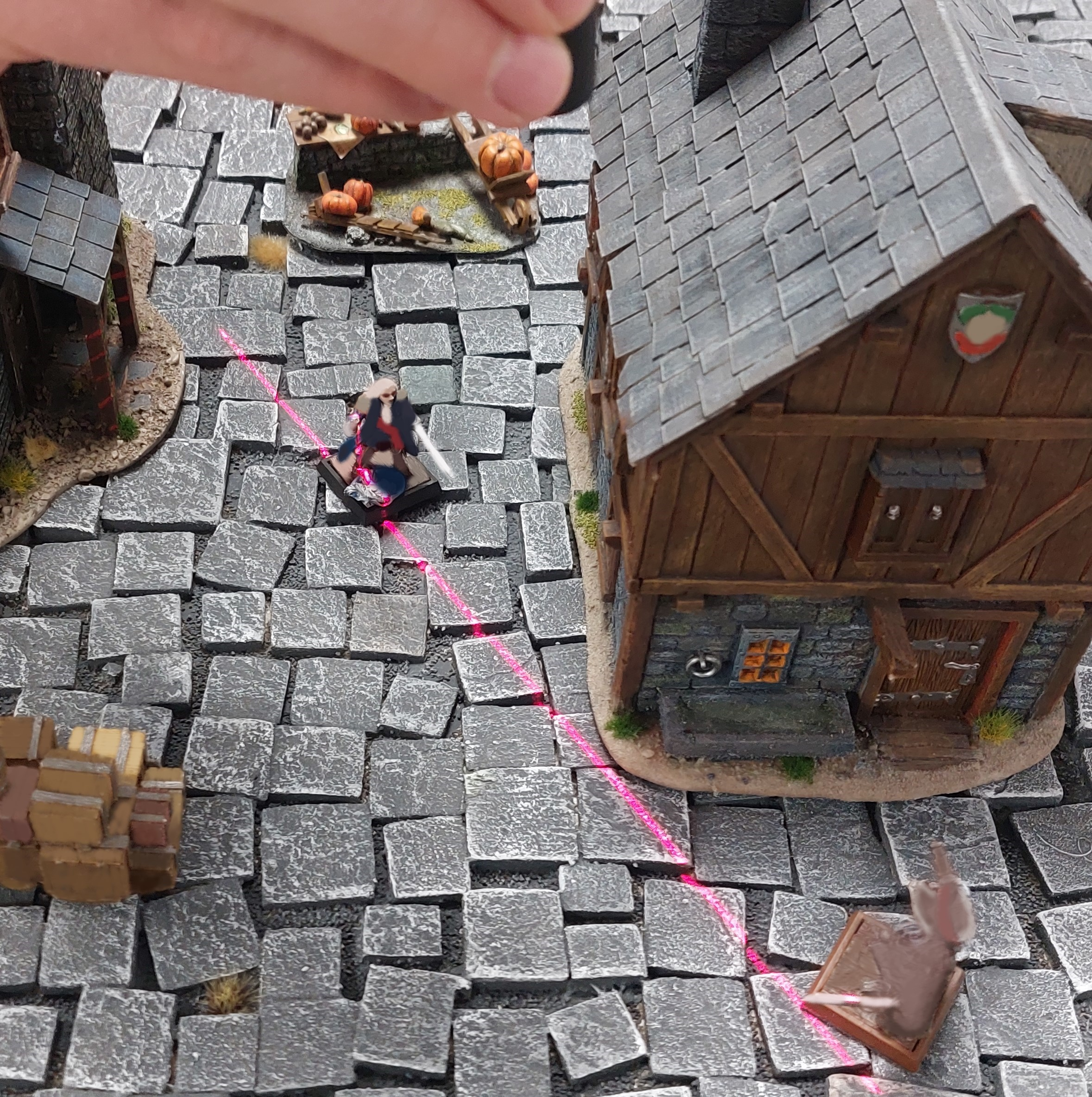
Linienlaser zur Kontrolle der Sichtlinie (Miniaturen unkenntlich gemacht)

Weit verbreitet sind auch sog. Marker um einen besonderen Zustand einer Miniatur oder Einheit oder einen Effekt auf dem Spielfeld zu kennzeichnen. Diese Marker sind i. d. R. aus graviertem Akryl oder bedruckter Pappe und darauf wird der Zustand entweder in Klartext oder als Piktogramm dargestellt. Diese Zustände sind i. d. R. zeitlich begrenzt und wenn der Zustand endet, werden die Marker wieder entfernt. Manche Tabletop-Spiele nutzen neben dem eigentlichen Spielfeld weitere „Sideboards“. Das sind kleine Spielbretter die genutzt werden, um Informationen während des Spiels zu dokumentieren.
Häufig werden Schablonen auch genutzt, um Flächeneffekte (z. B. wie eine Rauchgranate) darzustellen. Die Schablone wird dann auf das Spielfeld gelegt, um zu ermitteln, welche Miniaturen von dem Flächeneffekt betroffen sind.
Zur Kontrolle von Sichtlinien nutzen Tabletop-Spieler manchmal einen kleinen Linienlaser. Bei erfolgreichen Tabletop-Spielen, ähnlich wie bei Brettspielen, werden solche Hilfsmittel zur Erleichterung des Spiels teilweise von Drittanbietern (z. B. Micro Art Studio) und nicht dem Spielehersteller selbst hergestellt und vertrieben.

### Künstlerische Aspekte

#### Miniaturen

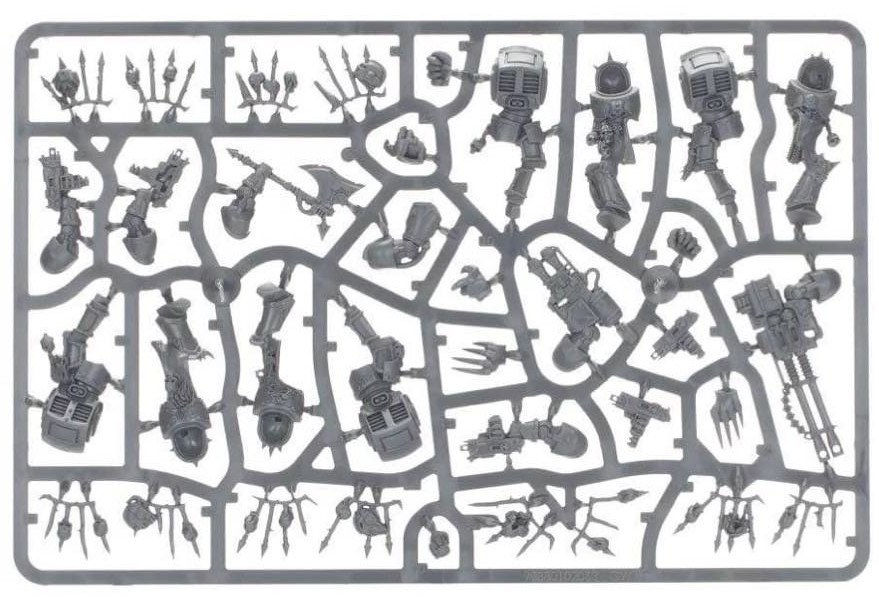
Kunststoff-Miniaturen im Gussrahmen

Früher wurden die Miniaturen üblicherweise aus Zinn oder Blei hergestellt oder aus Papier ausgeschnitten. Seit den klassischen Zinnsoldaten haben sich auch bei den Tabletop-Herstellern die Herstellmethoden professionalisiert. Die großen Hersteller nutzen moderne Kunststoff-Spritzgussmaschinen. Kunststoffmodelle sind in der Massenproduktion billiger, erfordern aber eine größere Investition, da sie teure Spritzgusswerkzeuge aus Stahl benötigen. Die Miniaturen werden dann auch im Gussrahmen ausgeliefert. Beim Metallguss hingegen können billige Gummiformen verwendet werden, wobei heutzutage Metall-Miniaturen aus Weißmetall hergestellt werden. Nahezu alle Hersteller liefern die Miniaturen nicht zusammengebaut und nicht bemalt aus.
Damit die Miniaturen einen stabilen Stand haben und sich leichter bewegen lassen, stehen sie meistens auf einer Base.
Viele Spieler sammeln die Miniaturen ihrer bevorzugten Konfliktparteien. Nicht selten sammeln Spieler die Miniaturen mehrerer Konfliktparteien mehrerer Spielsysteme. Da das Zusammenbauen und Bemalen der Miniaturen aufwändig ist, kann es passieren, dass sich ein Spieler schneller neue Miniaturen kauft, als er sie bemalen kann. Neuerscheinungen eines Spielsystems für eine Konfliktpartei sind häufig sehr begehrt, da viele Spieler ihre Sammlung vervollständigen wollen oder sie befürchten, dass ihnen durch das Fehlen der Miniatur in ihrer Sammlung ein spieltechnischer Nachteil entstehen könnte.

#### Maßstab der Miniaturen

Größenvergleich der gängigen Tabletop-Maßstäbe

Die Figuren von Tabletop-Spielen gibt es in verschiedenen Größen und Maßstäben. Am häufigsten verwendet werden Figuren der Größe 6 mm, 10 mm, 15 mm, 28 mm, 32 mm, 35 mm und 40 mm, sowie der Maßstäbe 1:87, 1:76, 1:72 und 1:64. Die mm-Anzahl gibt die Größe eines durchschnittlichen Menschenmodells in Millimetern an. Bei klassischen Figuren kann damit allerdings auch die Höhe der Miniatur vom Boden bis zu den Augen gemeint sein, da die meisten historischen Miniaturen Kopfbedeckungen tragen, was zu einer ungenauen Größenangabe führen könnte. Der 6-mm-, 10-mm- und 15-mm-Maßstab wird zumeist für historische Tabletops genutzt, während der 28-mm- und der 32-mm-Maßstab vorwiegend für Fantasy- und Science-Fiction-Tabletops genutzt wird, da er einen höheren Detailgrad der Figuren ermöglicht. Für Flotten-Spiele werden häufig noch kleinere Maßstäbe gespielt. Diese liegen häufig im Bereich 1:600 bis 1:1300, wobei Dropfleet Commander mit dem Maßstab 1:9150 aktuell das Spiel mit dem kleinsten Maßstab auf dem Markt ist.

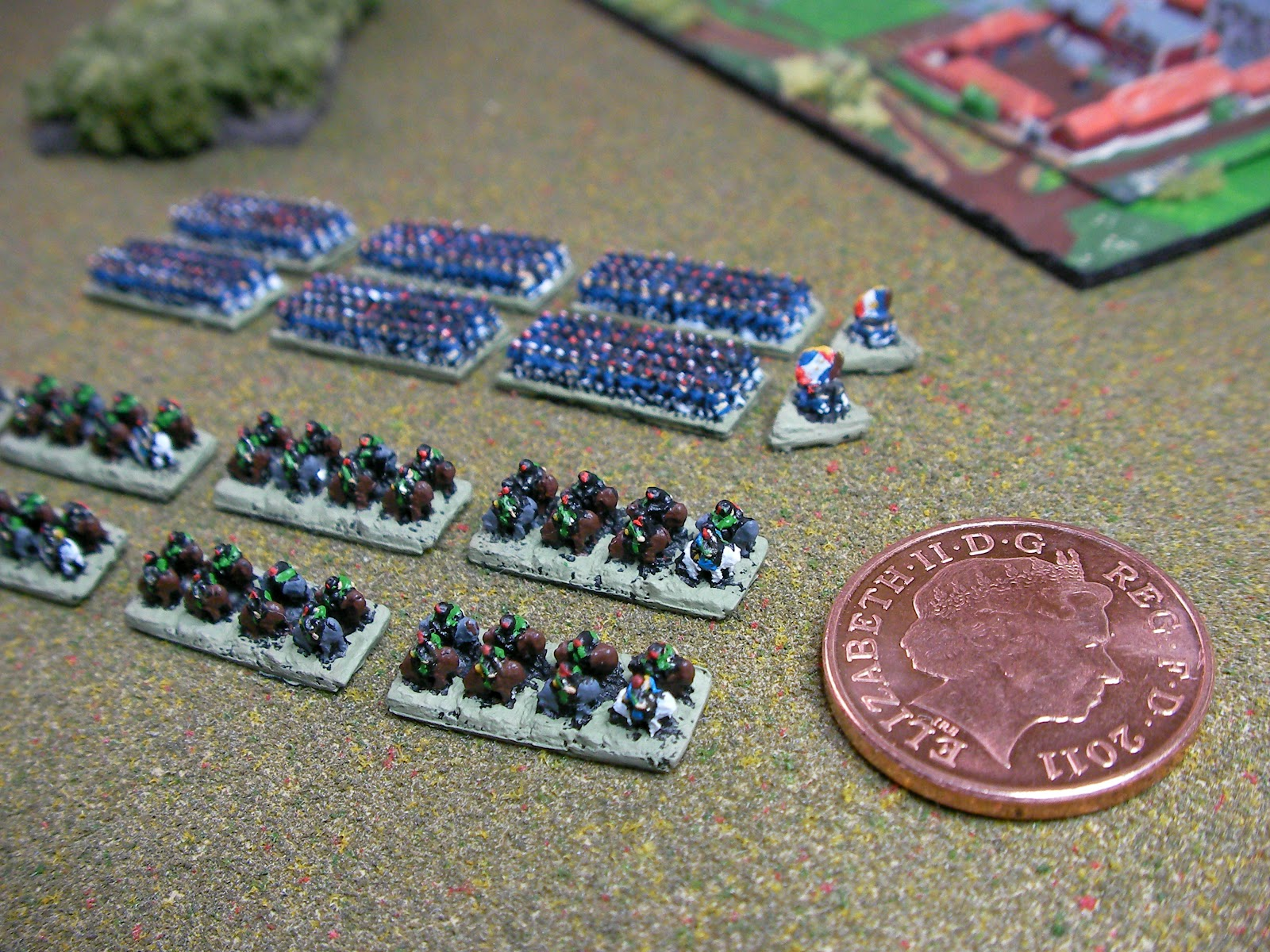
Miniaturen im 2 mm Maßstab

Der Maßstab entscheidet, ob das Tabletop-Spiel eher dazu gedacht ist, große Truppenverbände mit großen Regimentern darzustellen, oder ob mehr Wert auf Einzelminiaturen gelegt wird, die entsprechend weniger zahlreich, dafür aber detaillierter modelliert und mit genaueren Sonderregeln ausgestattet sind. Oft wird neben dem Maßstab der Zusatz „Heroic“-(scale) bzw. „True“-(scale) genannt. „True“ bezeichnet hier Modelle mit realistischen Proportionen, während bei „Heroic“-scale-Modellen Köpfe, Hände und Waffen (manchmal auch Arme, Beine und Füße) im Verhältnis zum Torso der Miniatur deutlich größer dargestellt werden.

#### Miniaturenbemalung

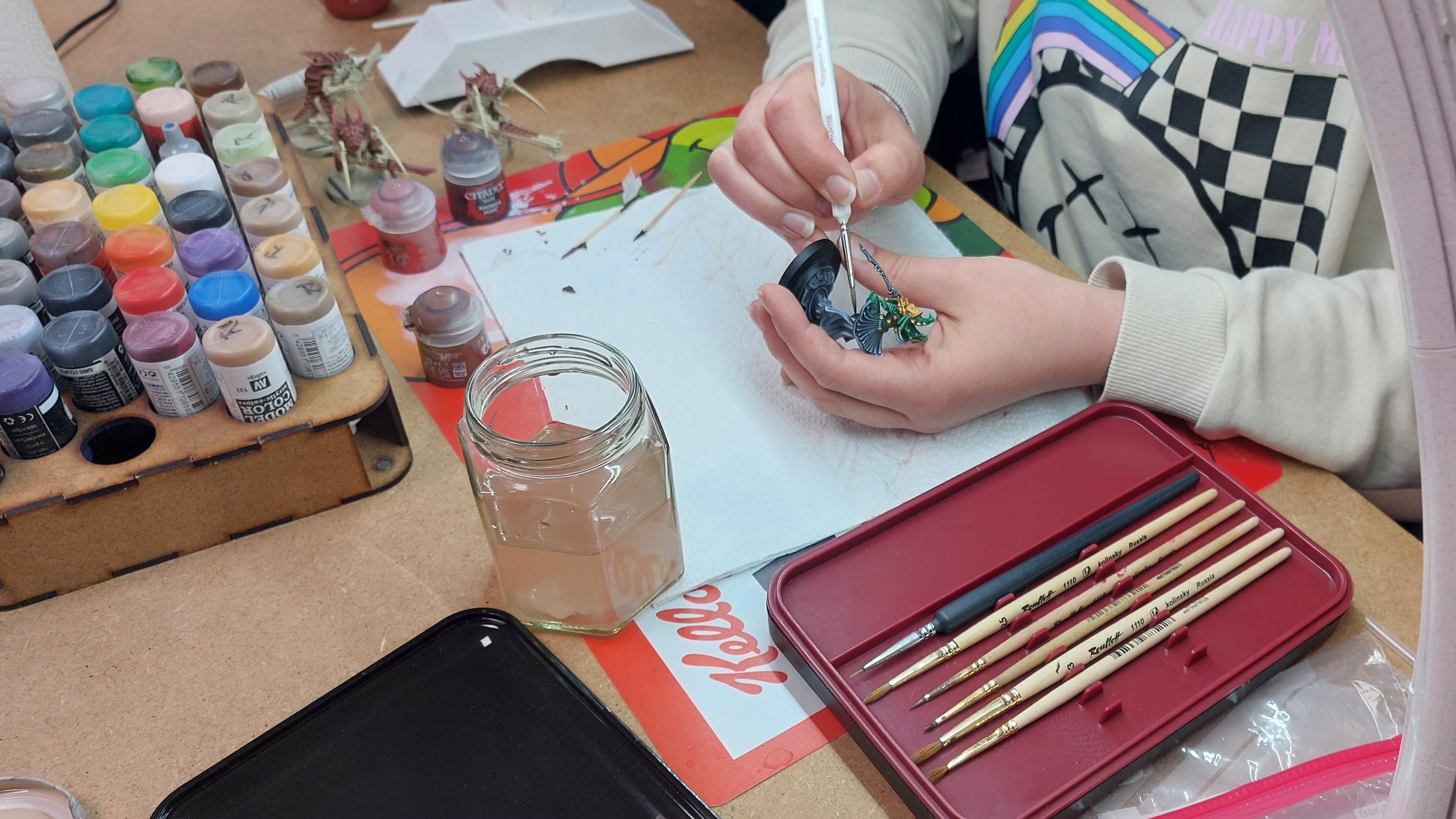
Bemalen einer Warhammer-40.000-Miniatur

Vor dem ersten Spiel müssen die Miniaturen zusammengebaut bzw. -klebt werden. Nach dem Zusammenbau werden die Miniaturen i. d. R. noch grundiert und bemalt. Wobei es Hobbyisten gibt, die sich ausschließlich der Miniaturenbemalung gewidmet haben. Der Zeit- und Arbeitsaufwand, der mit dem Zusammenbau und der Bemalung von Miniaturen verbunden ist, schreckt viele Menschen von Tabletop-Spielen ab. Gerade Schlachten-Spiel mit teilweise über 100 Miniaturen pro Spieler erfordern viel Aufwand für eine vollständig bemalte Armee. Auch erfahrene Spieler, die schon viele Jahre im Hobby sind, haben häufig noch viele unbemalte Miniaturen zu Hause. Einige Firmen haben versucht, dieses Problem durch den Verkauf von vormontierten und bemalten Modellen zu lösen (z. B. Star Wars X-Wing von Atomic Mass Games), aber diese sind selten, da es mit den heutigen Technologien schwierig ist, spielfertige Miniaturen in Massenproduktion zu einem vertretbaren Preis herzustellen. Die anderen Möglichkeiten für Spieler sind der Kauf von fertigen Modellen aus zweiter Hand oder die Beauftragung eines professionellen Malers.

#### Gelände und Spieltisch

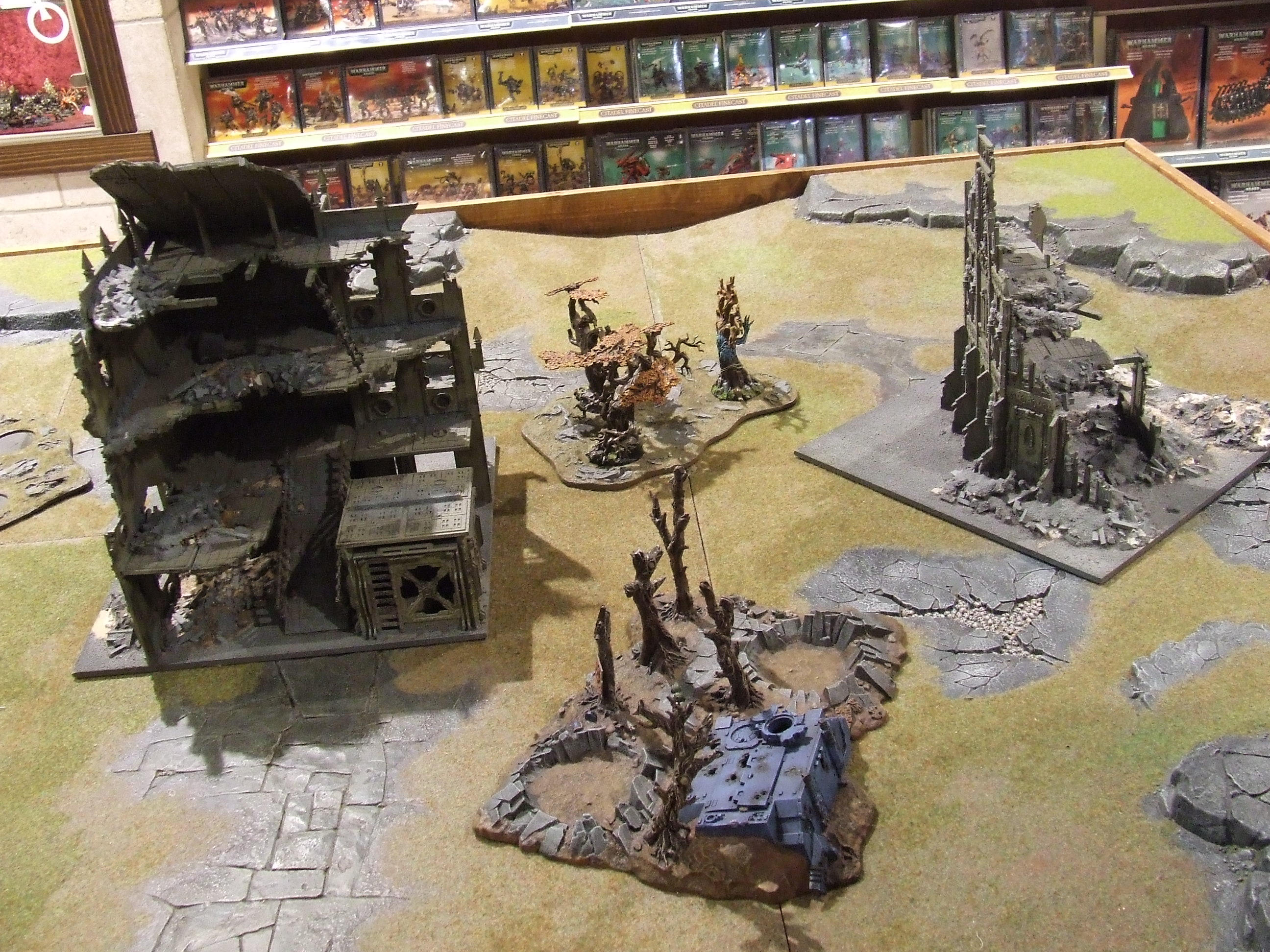
Ein Spieltisch mit Geländestücken

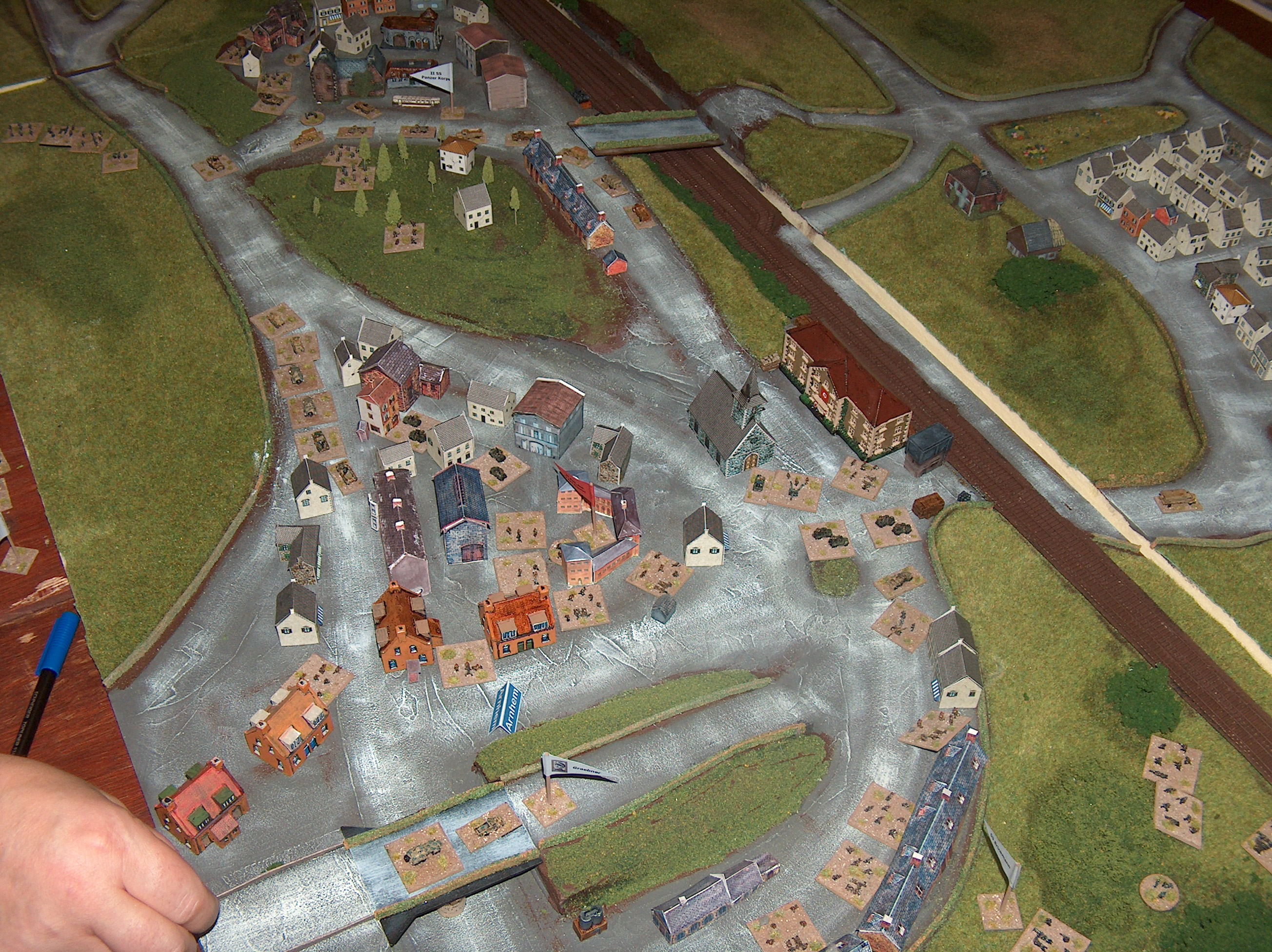
Historisches Tabletop mit Papiermodellen im kleinsten Standardmaßstab 6 mm (1:285)

Damit sich bei Tabletop-Spielen die Modelle frei bewegen können, der Eindruck der Simulation aber erhalten bleibt, wird ein entsprechender Spieltisch mit Gelände benötigt. Der Spieltisch besteht dabei meistens aus einer Grundplatte, deren Oberfläche entsprechend dem Szenario gestaltet ist. Der Spieltisch sollte dabei so groß gewählt sein, dass alle Teile des Spieltischs ohne Hilfsmittel erreicht werden können. Daher ist bei Tabletop-Spielen eine Tisch- oder Spielfeldbreite kleiner als 120 cm bzw. 48 Zoll üblich.
Seit Mitte der 2010er Jahre werden immer mehr Spielmatten genutzt. Zu Beginn eher üblich als bedruckte Kunststoff-Matte werden heute hauptsächlich bedruckte Matten genutzt, die aus dem gleichen Material wie moderne Mauspads sind.
Das Gelände wird durch die Spieler in Form einzelner Geländestücke selbst gebaut und bemalt. Alternativen sind Bausätze, die noch zusammengebaut und bemalt werden müssen. Größere Hersteller bieten auch Geländestücke aus Kunststoff im Gussrahmen an, die wie die Miniaturen noch aus dem Gussrahmen getrennt, zusammengebaut und bemalt werden müssen. Die einzelnen Geländestücke sind nicht fest mit dem Tisch verbunden und können vor jedem Spiel neu angeordnet oder ausgetauscht werden.

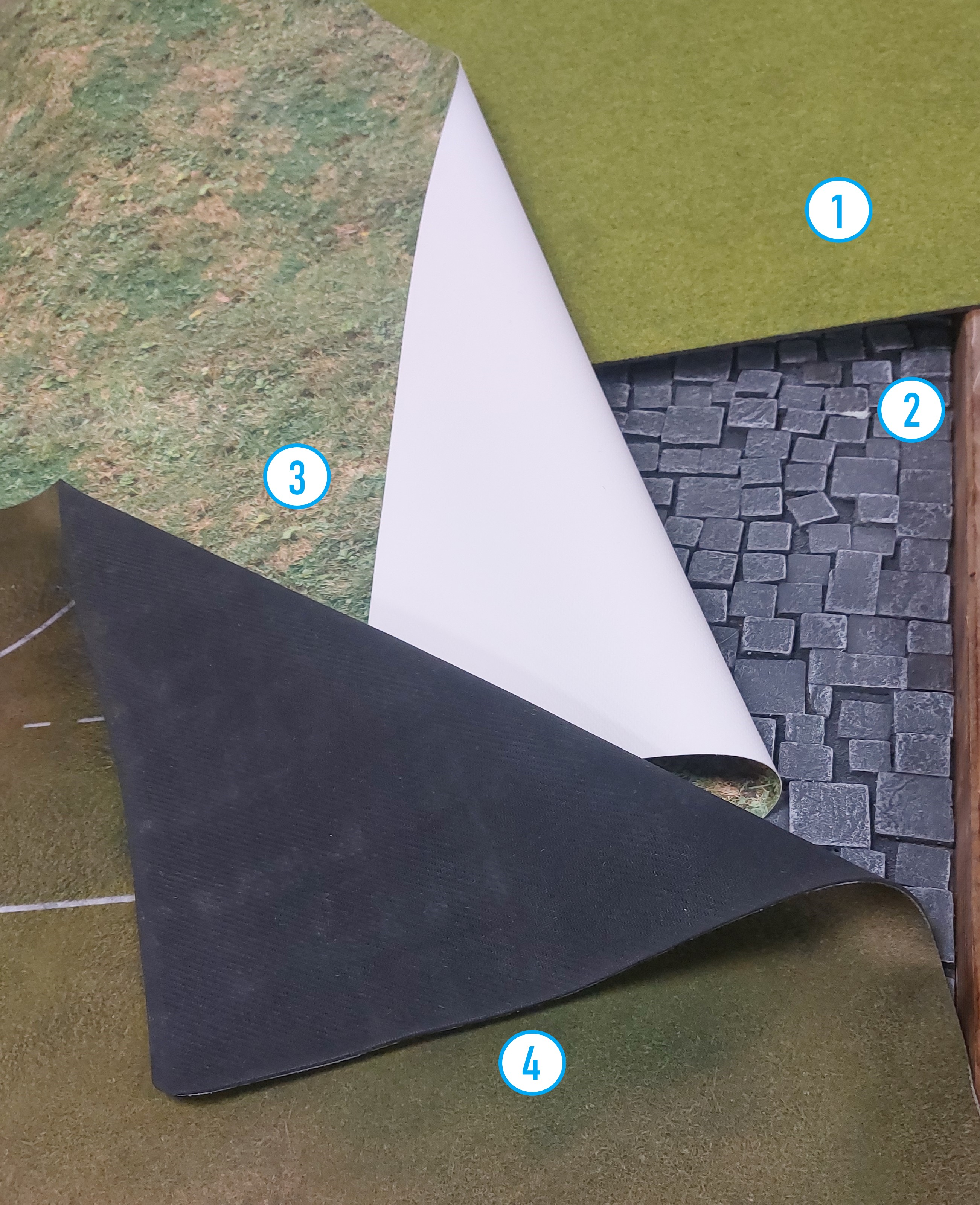
Verschiedene Spieloberflächen im Tabletop.
1: Spielplatte beklebt mit Grasstreu
2: Gestaltete Spielplatte
3: Bedruckte Kunststoff-Matte
4: Bedruckte Mousepad-Matte

Geländestücke können dabei so gestaltet werden, dass sie von den Miniaturen betreten werden können oder nicht. Häufig haben die Tabletop-Spiele Regeln, mit denen Geländestücke Einfluss auf das Spiel haben. So sind Miniaturen in einem Wald im Tabletop Freebooter’s Fate schwerer zu treffen, da sie durch die Bäume Deckung erhalten. Gleichzeitig behindert der Wald die Miniaturen in ihrer Bewegung, sodass sie sich in einem Wald langsamer bewegen. Um die Regeln des Spiels einfacher zu halten, werden Geländestücke häufig scharf zum Spieltisch abgegrenzt. Um bei dem Beispiel des Walds zu bleiben, werden häufig Waldbases genutzt, um die Grenze des Walds zu definieren. Eine Miniatur wird dann von den Effekten des Walds betroffen, sobald sie auf der Waldbase steht und muss dazu nicht tatsächlich hinter einem Baum stehen. Dies reduziert unklare Situationen und fördert den Spielfluss durch weniger Diskussionen zwischen den Spielern.
Es gibt Spieltische für spezielle Gelegenheiten, die nicht modular sein sollen. Diese Spieltische sind dann nicht mit Geländestücken ausgestattet, sondern das Gelände ist fest auf der Spielplatte angebracht. Häufig sind solche Spielplatten für Conventions oder andere Demonstrations-Zwecke und es wird immer wieder das gleiche Szenario auf dem Spieltisch gespielt.

## Einteilung von Tabletop-Spielen
Gemäß eines Konzeptpapiers des Instituts für Ludologie der SHR Berlin zur Klassifikation von Spielen, Puzzles und Spielwaren ist „Tabletop-Spiel“ eine eigene Charakteristik von Spielen. Dieses Konzeptpapier bietet eine kurze Beschreibung aber keine Definition von Tabletop-Spielen.

### Einteilung nach Spielmechanik
Der Begriff Tabletop ist nicht offiziell definiert. Je nach Auslegung gibt es auch Unterschiede zum Begriff „Miniature Wargaming“ aus dem englischen Sprachraum. Ähnlich ist es bei den Kategorien. Es gibt verschiedene Meinungen und Auslegungen zur Einteilung von Tabletop-Spielen und teilweise unterschiedliche Begriffe für dieselbe Kategorie. Der folgende Abschnitt versucht daher einen neutralen Überblick zu geben.
Tabletop-Spiele lassen sich grob in zwei Kategorien einteilen:
- Schlachten-Spiele[28] bzw. Massen-Spiele[29]
- Skirmish-Spiele[28][29]

Schlachten-Spiele nutzen viele Miniaturen, die häufig in Trupps oder Einheiten bewegt werden, wohingegen Skirmish-Spiele ungleich weniger Modelle benötigen und häufig jedes Modell separiert gespielt wird. Der Begriff „Skirmish“, zu Deutsch „Scharmützel“ oder „Gefecht“, ist ein Anglizismus, der in der deutschen Tabletop-Gemeinschaft weit verbreitet ist, wohingegen die Bezeichnung Gefechts-Spiel nahezu unbekannt ist. Schlacht-Spiele kann man danach noch einmal unterteilen in Spiele, bei denen die Miniaturen in Gefechtsformation bewegt werden und solche, bei denen die Miniaturen in loser Formation bewegt werden.
Diese Einteilung ist ähnlich den Spielebenen in Konfliktsimulationen, wobei sich Tabletop-Spiele auf dem Skirmish- oder Tactical-Level befinden. Eine Kampagne kann auch in das Operational-Level eingeordnet werden.
Zusätzlich gibt es Flotten-Spiele, die sich schwer einer der beiden Kategorien zuordnen lassen. In diesen Systemen stellen die Miniaturen Schiffe oder Raumschiffe dar und haben daher oft einen kleineren Maßstab. Oft haben diese Systeme auch Regeln, die die Trägheit der (Raum-)Schiffe berücksichtigen, und dadurch die Bewegung der Miniaturen auf dem Spielfeld regeltechnisch einschränken. Im englischen Sprachraum gibt es dafür eine eigene Bezeichnung mit „Naval Wargaming“. Da für diese Spielsysteme oft nur wenige Miniaturen benötigt werden, werden sie teilweise auch den Skirmish-Spielen zugeordnet. Beispiele für solche Flotten-Spiele wären Star Wars: Armada, Dropfleet Commander, Raumflotte Gothic und Dystopian Wars.

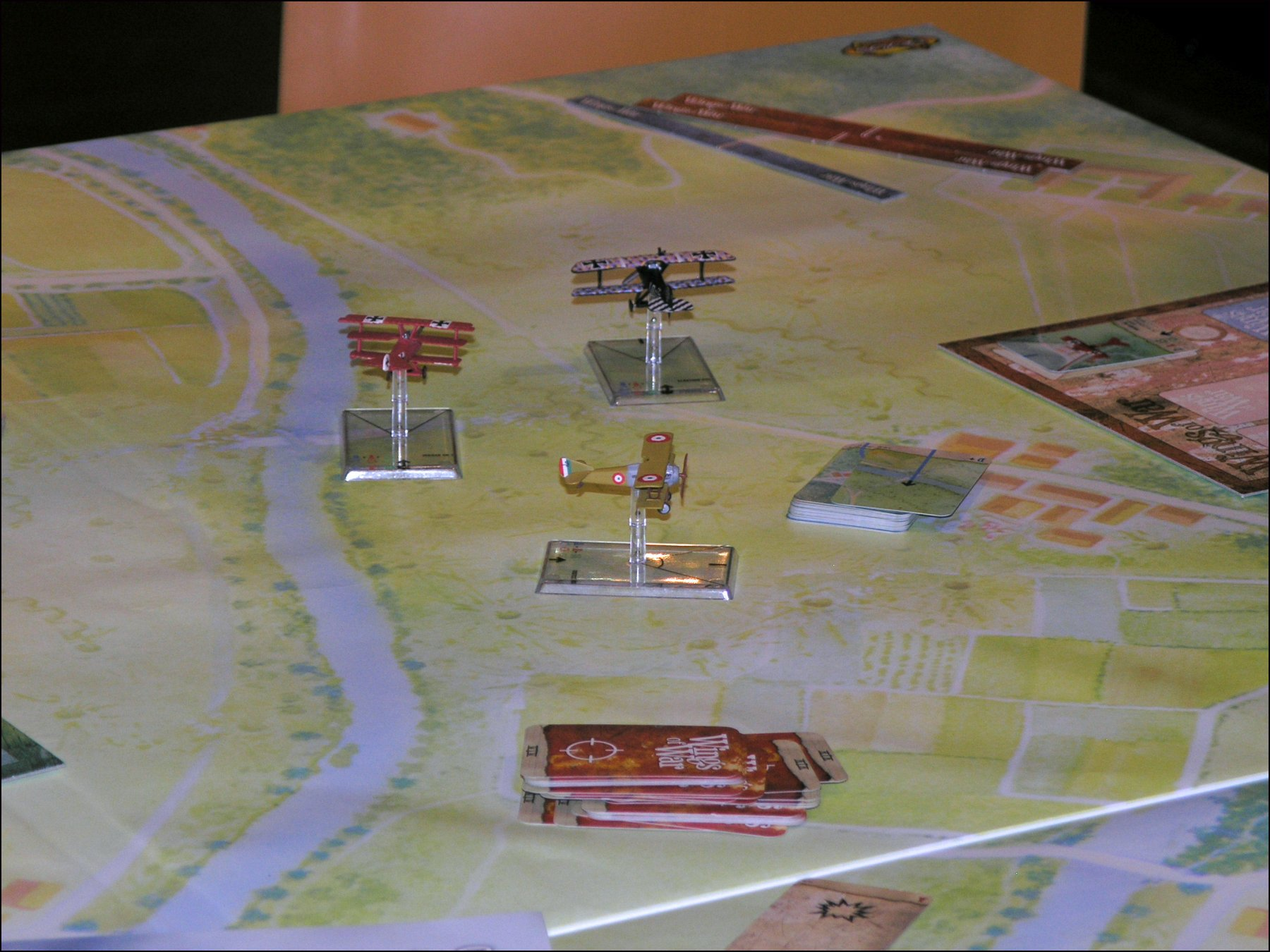
Wings of War 2, ein Tabletop-Spiel für Luftkämpfe im ersten Weltkrieg

Des Weiteren kennt man im Englischen „Air wargaming“. Diese beschäftigen sich mit der Luftkampf-Simulation von Jagdflugzeugen oder -raumschiffen. Diese Spiele haben oft Regeln, die die hohe Geschwindigkeit in Luftkämpfen simulieren und dadurch ebenfalls die Bewegung der Miniaturen regeltechnisch einschränken. Beispiele für den Unterschied zwischen Luftkampf-Spielen und Flotten-Spielen sind Star Wars: X-Wing als Luftkampf-Spiel und Star Wars: Armada als Flotten-Spiel, beide wurden von Atomic Mass Games herausgegeben. Auch für diese Spiele werden oft nur wenige Miniaturen benötigt, und sie werden in der deutschen Tabletop-Gemeinschaft teilweise ebenfalls den Skirmish-Spielen zugeordnet.
Im Deutschen gibt es auch Tabletop-Spiele mit Sport-Thematik, bei denen zwei Mannschaften gegeneinander antreten. Dies ist ein Unterschied zum englischen Begriff Miniature wargaming (engl. für Miniaturisiertes Kriegsspiel bzw. Tabletop). Solche Sport-Tabletop-Spiele sind häufig zusätzlich im Fantasy- oder Sci-Fi-Genre angesiedelt. Beispiele dafür sind Bloodbowl, Dreadball, Rumbleslam und Guild Ball. Auch für diese Spiele werden oft nur wenige Miniaturen benötigt, und sie werden in der deutschen Tabletop-Gemeinschaft teilweise ebenfalls den Skirmish-Spielen zugeordnet. Bei Blood Bowl und Dreadball gibt es innerhalb der Tabletop-Gemeinschaft auch die Meinung, dass es sich dabei um Brettspiele handelt, da sie ein festes Spielfeld nutzen (siehe auch Abgrenzung zu anderen Arten von Spielen).
Feiner aufgegliedert lassen sich Tabletop-Spiele im deutschsprachigen Raum daher in die folgenden Kategorien einteilen:
- Schlachten-Spiele in loser Formation
- Schlachten-Spiele in Gefechtsformation
- Skirmish-Spiele
- Flotten-Spiele
- Luftkampf-Spiele
- Sport-Spiele

### Einteilung nach thematischen Genres
Obwohl es nicht ungewöhnlich ist, mit einem Tabletop-Regelwerk unterschiedliche Hintergründe darzustellen, können die meisten Tabletop-Systeme einem Genre zugeordnet werden. Die derzeit in Deutschland am weitesten verbreiteten Tabletop-Spiele haben einen Fantasy- oder Science-Fiction- oder einen historischen Hintergrund (Historische Tabletops).

#### Science-Fiction-Tabletop-Spiele

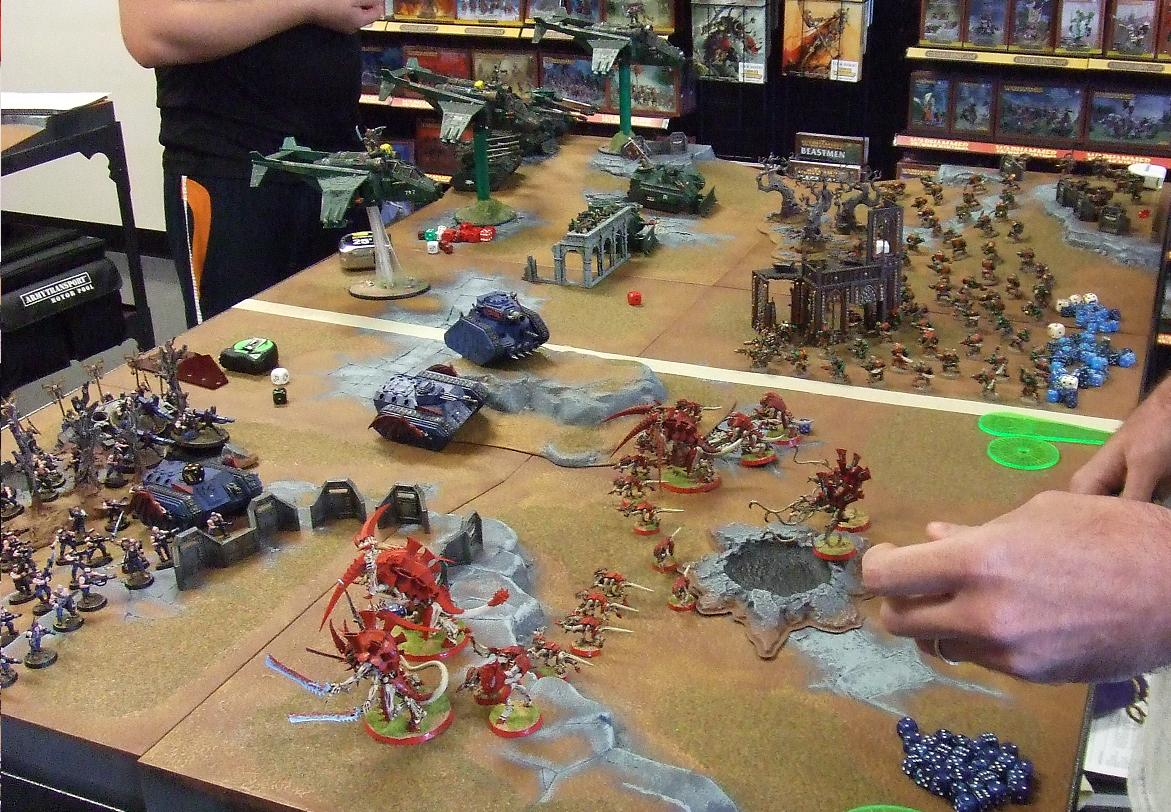
Ein Warhammer-40.000-Spiel

Bei Science-Fiction-Tabletops werden in der Regel speziell für das Spiel entwickelte Hintergründe und Spielwelten verwendet. Seit 2012 vertreibt Fantasy Flight Games auch Tabletop-Spiele im Star Wars Universum, die mittlerweile von Atomic Mass Games, einer Tochter von FFG, übernommen wurden. Science-Fiction-Tabletops kann man dabei noch einmal unterscheiden in Tabletop-Spiele mit einem Endzeit-Hintergrund und Tabletop-Spiele mit einer mehr oder weniger intakten Gesellschaft als Hintergrund. Dabei werden durch die Spiele viele verschiedene Spielgrößen abgedeckt. Diese reichen von Scharmützeln oder Geheimoperationen mit wenigen Miniaturen bis hin zu Massenschlachten mit Panzern und riesigen Kriegsmaschinen sowie von Dogfights bis hin zu großen Weltraumschlachten.

#### Fantasy Tabletop-Spiele

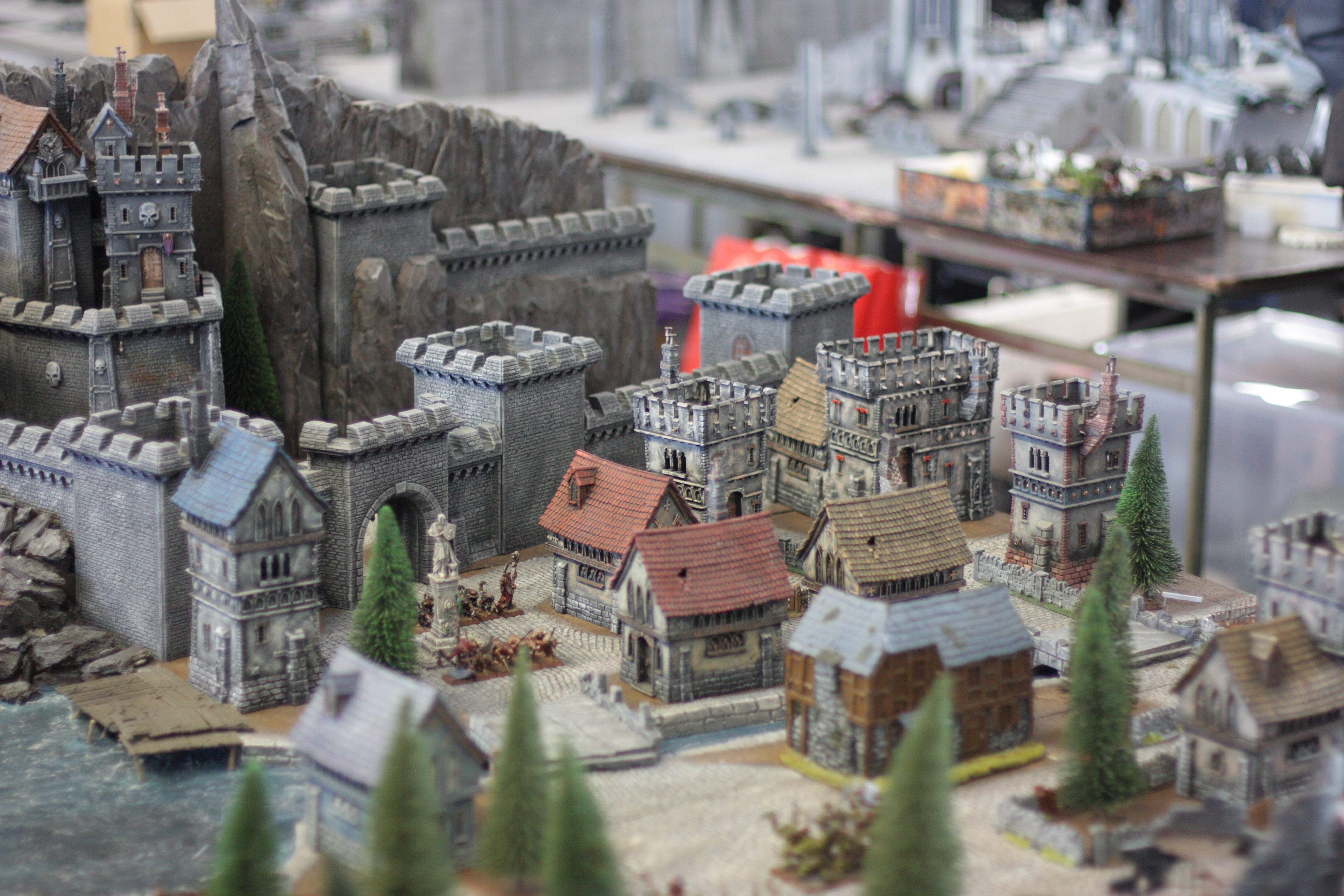
Ein Warhammer-Fantasy-Spiel

Bei Fantasy-Tabletops werden sowohl speziell für das Spiel entwickelte Hintergründe als auch bekannte Fantasiewelten, wie z. B. J. R. R. Tolkiens Herr der Ringe oder Das Lied von Eis und Feuer von George R.R. Martin verwendet, um den Wiedererkennungswert zu erhöhen und die Einstiegshürden zu minimieren. Die am häufigsten anzutreffenden Elemente bei diesen Fantasy-Tabletops sind Magie, fiktive Wesen wie z. B. Orks oder Elfen sowie Monster wie Drachen. Dabei wird nicht nur das westliche Fantasy-Genre abgedeckt. Es gibt auch Fantasy-Tabletop-Spiele mit asiatischem Hintergrund.

#### Historische Tabletop-Spiele

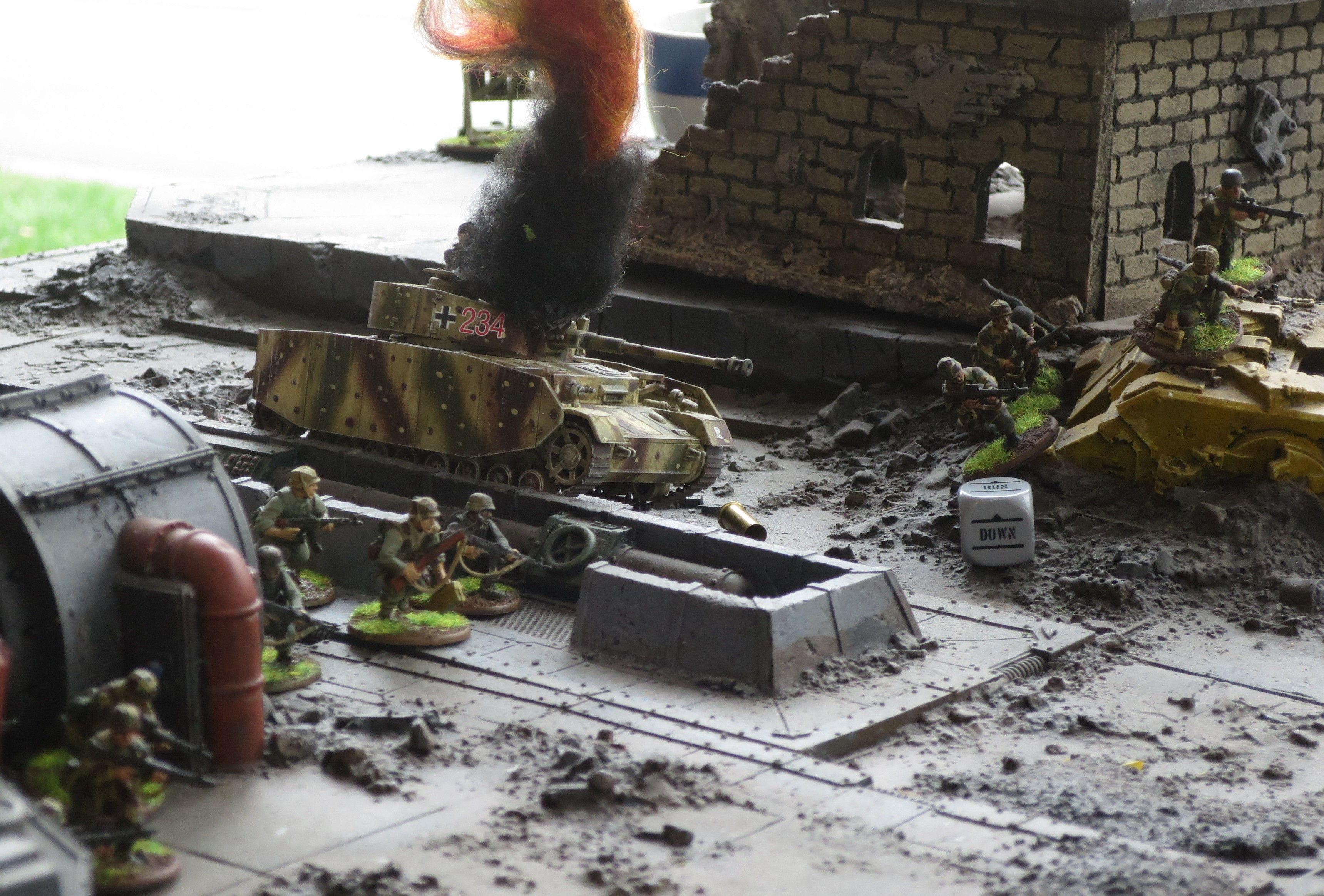
Ein Bolt-Action-Spiel

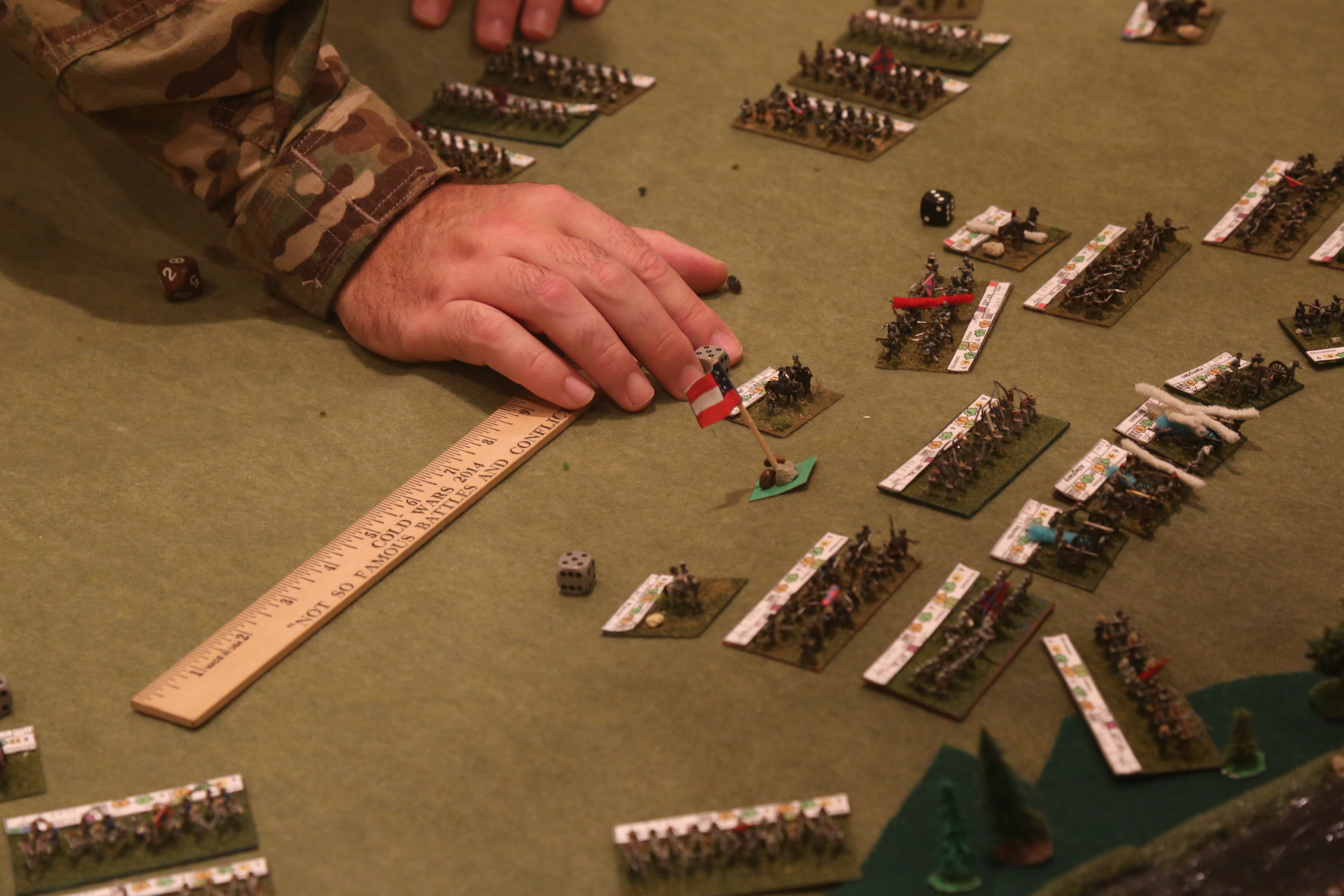
Tabletop-Spiel zum Nachstellen der Schlacht am Antietam

Bei den historischen Tabletops werden Truppen oder Armeen dargestellt, die in der Geschichte tatsächlich existiert haben. Historische Regelsysteme lassen sich grob in vier Epochen einteilen: Antike, Mittelalter, Neuzeit bis 1900 und Moderne ab 1900. Die weitere Einteilung erfolgt nach geschichtlichen Epochen und nach Regionen. (Zum Beispiel Frühmittelalter, Renaissance, Siebenjähriger Krieg, Napoleonische Kriege, Szenarien zum Zweiten Weltkrieg, Amerikanischer Unabhängigkeitskrieg etc.). Die Unterteilung folgt dabei meist spieltechnischen Zwängen. Während es relativ einfach ist, mit einem einzigen Regelwerk die Antike, das Mittelalter und sogar Fantasy-Hintergründe darzustellen, unterscheiden sich z. B. die Anforderungen an Regeln für den Dreißigjährigen Krieg und den spanischen Erbfolgekrieg so stark, dass hier meist unterschiedliche Regelsysteme verwendet werden. Eine Besonderheit bei historischen Tabletops ist die Vernachlässigung von Konflikten, die im angelsächsischen Raum weniger Interesse wecken, da die meisten Systeme aus Großbritannien oder den USA kommen. So gibt es zum Mittelalter auf den britischen Inseln Dutzende detaillierte Regelwerke und Figurenreihen, aber nur sehr wenig über das deutsche oder italienische Mittelalter.

#### Pulp
Bei diesen Tabletop-Spielen handelt es sich um Spiele mit pseudohistorischem oder alternativhistorischem Hintergrund. Vertreter dieses Genres sind Dystobians Wars oder Konflikt '47.

#### Weitere Genres
Weitere Genres wie Western (z. B. Dead Man’s Hand), Abenteuer (z. B. Blood & Plunder) oder Horror (z. B. Carnevale) haben nur wenige Vertreter im Tabletop-Bereich.

## Abgrenzung zu anderen Arten von Spielen
Die Abgrenzung von Tabletop zu Brettspielen oder Rollenspielen ist nicht einfach. Eine offizielle Definition gibt es nicht und einige Spiele lassen sich nicht genau zuordnen.
Worüber sich Tabletop-Spiele von anderen Spielarten abgrenzen, ist das Zusammenstellen der Miniaturen vor dem Spiel (s. o.). Dies ist vergleichbar mit dem Deckbau in einem Sammelkartenspiel. Auch einige Brettspiele oder Sammelminiaturenspiele haben ähnliche Systeme. Für Tabletop-Spiele ist es üblich, dass einzelne Miniaturen oder Einheiten zur Vergrößerung der eigenen Miniaturenauswahl gekauft werden können.

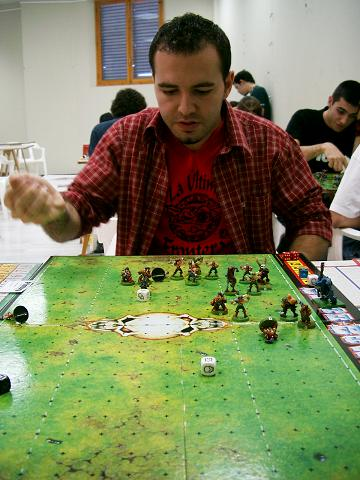
Blood Bowl wird auf einem Spielfeld mit quadratischen Feldern gespielt.

Die gängige Abgrenzung zu Brettspielen ist, dass ein Tabletop-Spiel keinen festen Spielplan für die Bewegung der Miniaturen verwendet. Die Miniaturen können sich bei Tabletop-Spielen entsprechend ihren Regeln und abhängig vom Gelände auf dem Spieltisch frei bewegen. Schwierig wird die Abgrenzung bei Tabletop-Spielen, die hexagonale oder quadratische Felder verwenden und dafür eine Spieloberfläche mit diesen Feldern benötigen. Bei Spielen, die sich selbst als Tabletop-Spiel verstehen und solche Felder verwenden, können sich die Miniaturen frei auf den Feldern bewegen und die Felder werden genutzt, um die genaue Position einer Miniatur auf dem Spielfeld festzulegen. Um das zu erreichen, bedecken die Felder den gesamten Spielplan und die Größe der Felder ist so gewählt, dass höchstens eine Miniatur gleichzeitig auf ein Feld passt. In Verbindung mit den anderen Eigenschaften von Tabletop-Spielen, wie das Zusammenstellen der Miniaturen (s. o.) und der üblichen Möglichkeit, Erweiterungen zu kaufen, spricht man dann auch in diesem Fall von Tabletop-Spielen. Beispiele für Tabletop-Spiele mit hexagonalen oder quadratischen Feldern sind Bloodbowl, Dreadball, Battletech, Demonworld und Air Raid 36/46. Das modulare Spielfeld ist dafür kein Kriterium, da Sport-Tabletop-Spiele wie Bloodbowl oder Dreadball feste Spielfelder ohne Geländestücke haben.
Auch im Rollenspiel ist es üblich, seinen Rollenspiel-Charakter, Gegner oder Nicht-Spieler-Charaktere über Miniaturen darzustellen. Dabei wird durch einen Spieler oft nur ein Charakter mit komplexen Regeln gesteuert. Im Gegensatz zum Rollenspiel steuert ein Spieler beim Tabletop aber alle Miniaturen einer Konfliktpartei. Ähnlich zum Tabletop haben im Rollenspiel Charaktere, Kreaturen und Monster Attribute, die ihre Eigenschaften beschreiben.
Eine weitere Abgrenzung zum Rollenspiel ist, dass sich beim Tabletop Charaktere oder Einheiten durch das Sammeln von Erfahrung o. ä. entwickeln, wohingegen bei Pen-& Paper-Rollenspielen die Charaktere im Laufe einer Kampagne Erfahrung sammeln können und sich ihre Attribute dadurch verändern. Es gibt aber auch Hersteller von Tabletop-Spielen, die genau diese häufig fehlende Entwicklung als Alleinstellungsmerkmal nutzen. Ein bekanntes Beispiel dafür ist Frostgrave, bei dem sich zumindest der Magier und sein Lehrling sowie mit späteren Erweiterungen auch der Hauptmann weiterentwickeln. Aber auch hier fehlt die Charakterentwicklung bei einem Großteil der gespielten Miniaturen.
Die Abgrenzung zur Miniaturenbemalung ist, dass die Miniaturen-Bemalung sich ausschließlich dem Bemalen von Miniaturen für Ausstellungszwecke oder Bemalwettbewerbe widmet. Für die Bemalung werden zwar auch häufig Tabletop-Miniaturen genutzt, diese sind aber nicht für einen Spieltisch gedacht.
Ein Sammelminiaturenspiel kann theoretisch auch ein Tabletop-Spiel sein, aber die aktuellen Sammelminiaturenspiele werden nicht als Tabletop-Spiele betrachtet. Bei Sammelminiaturenspielen kaufen die Spieler sogenannte Starter oder Booster mit zufälligen Miniaturen als Inhalt ähnlich einem Sammelkartenspiel. Das Spiel, das am ehesten beide Elemente vereinte, war Pirates of the Spanish Main, das aber nicht mehr herausgegeben wird. Eine Wiederauflage von Chainmail als Sammelminiaturenspiel scheiterte und auch das Dungeons & Dragons Miniatures Game wurde 2009 eingestellt und die Miniaturen werden nur noch von den Rollenspielern genutzt. Aktuell gibt es kein Spiel auf dem Markt, das beide Elemente nutzt.
Tabletop-Spiele haben Überschneidungen mit Autorenspielen. Das Regelwerk wird üblicherweise als separates Regelbuch mit einem oder mehreren Spieleautoren veröffentlicht. Autorenspiele sind aber in sich geschlossene Gesellschaftsspiele und beim Tabletop stellt sich jeder Spieler seine Konfliktpartei selbst zusammen. Während ein essentieller Bestandteil des Tabletop-Spiels seine Miniaturen sind, können Autorenspiele auf Miniaturen verzichten, nutzen diese aber trotzdem häufig. Bei beiden Spielarten sind Erweiterungen für erfolgreiche Spiele üblich.

## Geschichte

### Vorgänger

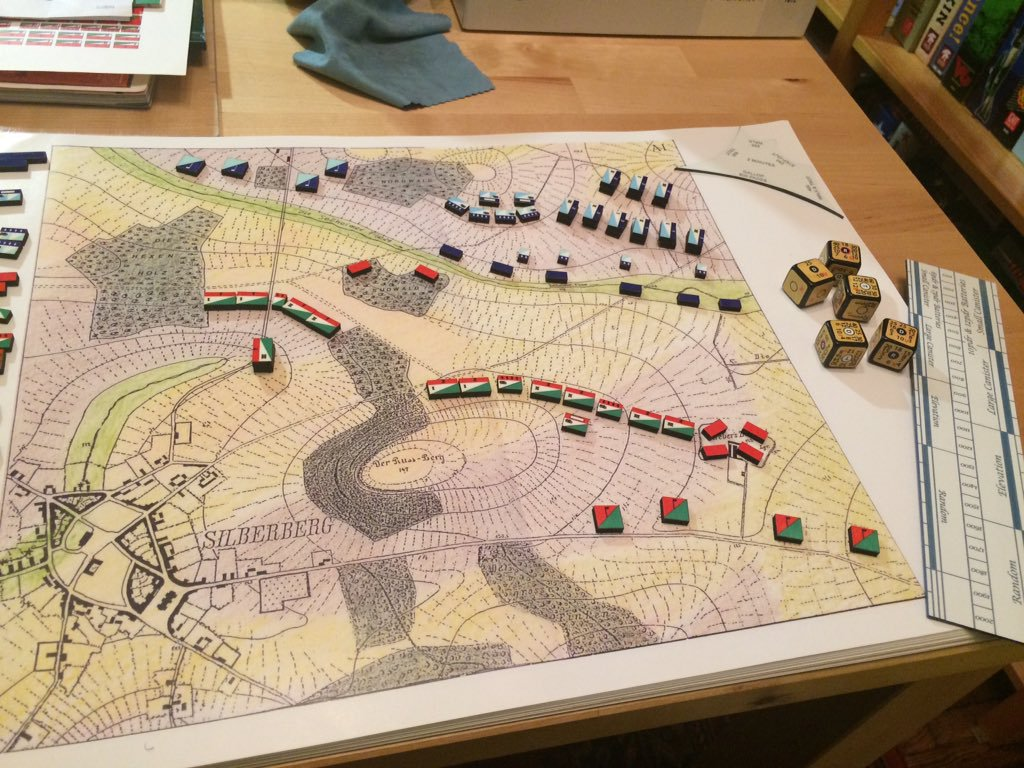
Eine Nachbildung des Kriegsspiels entwickelt von Georg von Reisswitz

Die heutigen Tabletop-Spiele sind Weiterentwicklungen des sogenannten „Kriegsspiels“, das Anfang des 19. Jahrhunderts von Georg von Reisswitz entworfen wurde. Die ersten Spiele dieser Art basierten auf Schach. Die einzelnen Figuren repräsentierten reale militärische Einheiten und die Quadrate auf dem Feld waren unterschiedlich eingefärbt, um verschiedene Arten von Gelände zu repräsentieren. Spätere Kriegsspiele nutzten realistische Karten, über die Truppenteile frei bewegt werden konnten. Anstelle von schachähnlichen Modellen wurden rechteckige Blöcke genutzt, da diese Spiele in viel kleinerem Maßstab gespielt wurden (z. B. 1:8.000). Die Preußen übernahmen 1824 das Kriegsspiel offiziell, um ihre Offiziere in Strategie zu schulen. Mit dem Sieg der Preußen über Frankreich im Deutsch-Französischen Krieg von 1870 verbreitete sich das Kriegsspiel. Viele hielten das Kriegsspiel für den Grund, warum die Preußen den Krieg gewannen und plötzlich entwickelten Militärs auf der ganzen Welt ihre eigenen Kriegsspiele.

### Entstehung
Das Scribner’s Magazine berichtete 1898 in dem Artikel Stevenson at play über Robert Louis Stevenson. Seit Beginn der 1880er Jahre hatte Stevenson eine Konfliktsimulation mit Spielzeugsoldaten entwickelt. Sein Stiefsohn Lloyd Osbourne beschrieb das Spiel in der Einleitung des Artikels wie folgt:

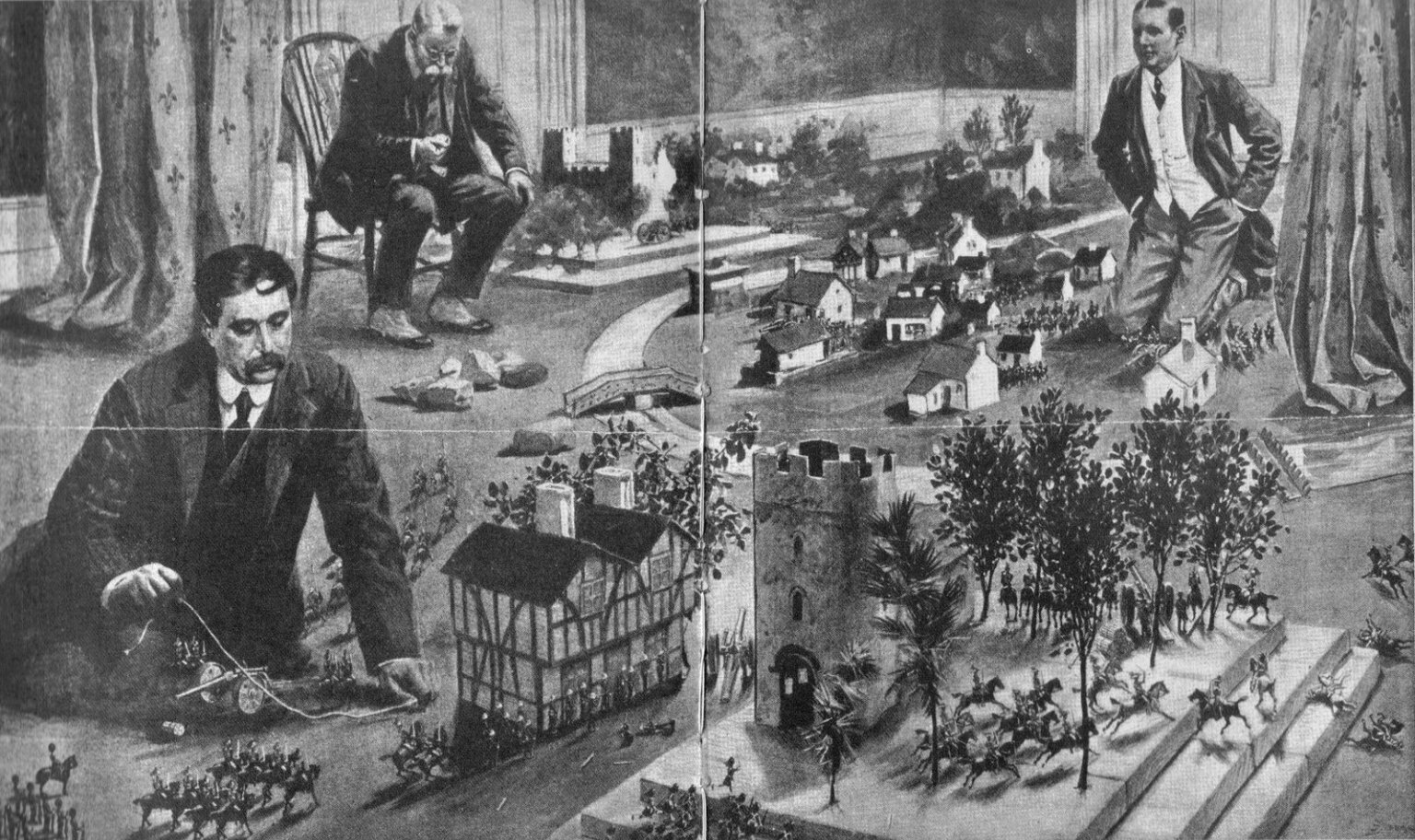
H. G. Wells spielt Little Wars mit seinen Freunden.

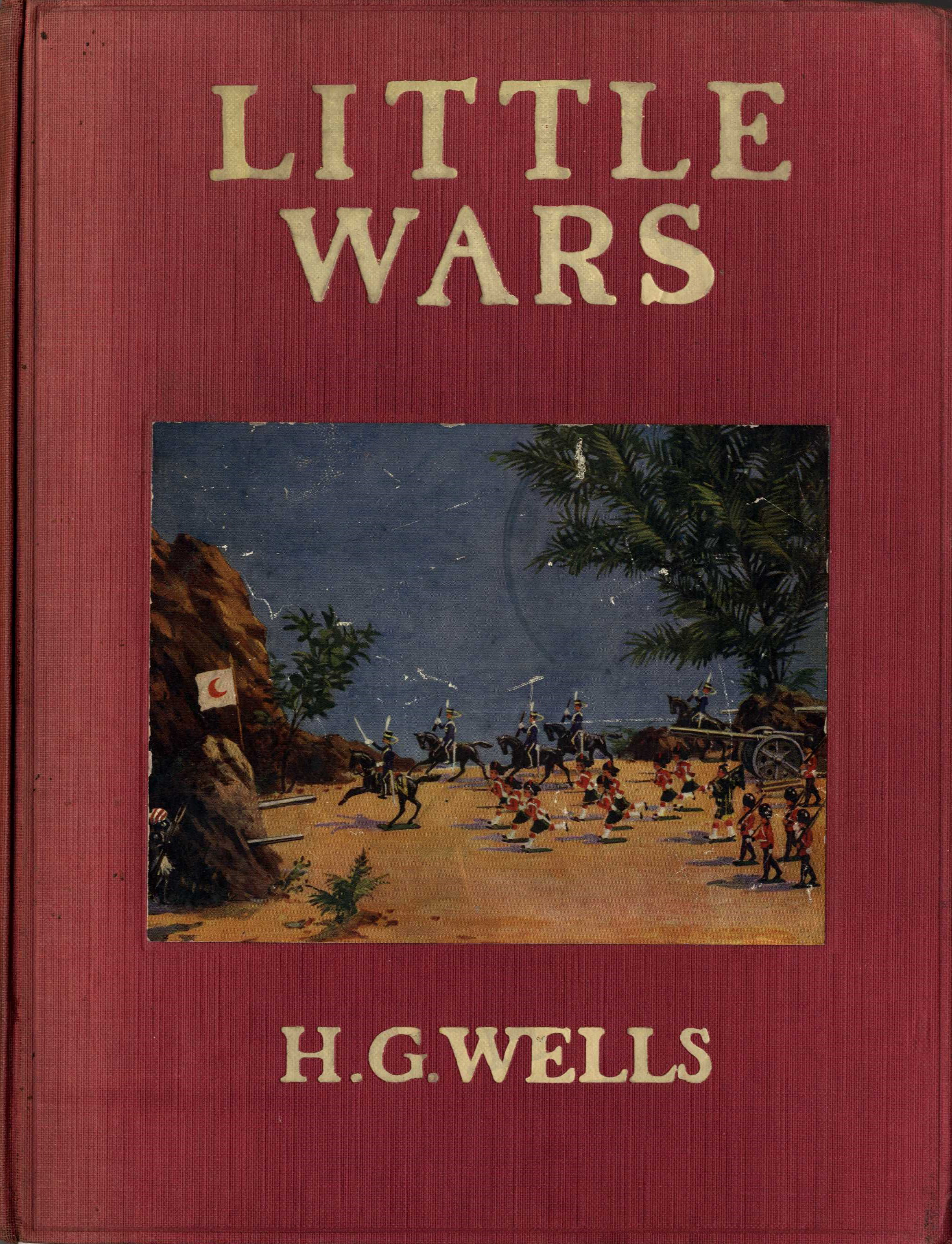
Littlewars von H.G.Wells (1913)

“This game of tin soldiers, an intricate "kriegspiel," involving rules innumerable, prolonged arithmetical calculations, constant measuring with foot-rules, and the throwing of dice, sprang from the humblest beginnings — a row of soldiers on either side and a deadly marble. From such a start it grew in size and complexity until it became mimic war indeed, modelled closely upon real conditions and actual warfare, requiring, on Mr. Stevensons' part, the use of text-books and long conversations with military invalids; [...].”

„Dieses Spiel mit Zinnsoldaten, ein kompliziertes „Kriegsspiel“, das unzählige Regeln, langwierige arithmetische Berechnungen, ständiges Messen mit Maßstäben und das Werfen von Würfeln erfordert, entstand aus den einfachsten Anfängen - einer Reihe von Soldaten auf jeder Seite und einer tödlichen Murmel. Von diesem Anfang an wuchs es in Größe und Komplexität, bis es tatsächlich zu einer Kriegs-Simulation wurde, die sich eng an reale Bedingungen und tatsächliche Kriegsführung anlehnte und für die Mr. Stevenson Fachbücher und lange Gespräche mit Militärinvaliden benötigte; [...].“

Stevenson, der seine Regeln nie veröffentlichte, ist damit Urheber des ältesten dokumentierten Tabletop-Spiels.
Der englische Schriftsteller H. G. Wells entwickelte seine eigenen kodifizierten Regeln für das Spielen mit Spielzeugsoldaten, die er in einem Buch mit dem Titel Little Wars (1913) veröffentlichte. Dieses Spiel ist im weitesten Sinne das erste Regelbuch für Konfliktsimulationen mit Miniaturen. Der deutsche Begriff Tabletop passt in diesem Sinne nicht ganz, da H. G. Wells aufgrund der Größe der Spielzeugsoldaten, die ihm zur Verfügung standen, auf dem Boden spielte. Wells war auch der erste Spieler, der Modelle von Gebäuden, Bäumen oder anderen Geländeeigenschaften nutzte, um ein dreidimensionales Schlachtfeld zu simulieren.

### Nachkriegs-Wachstum

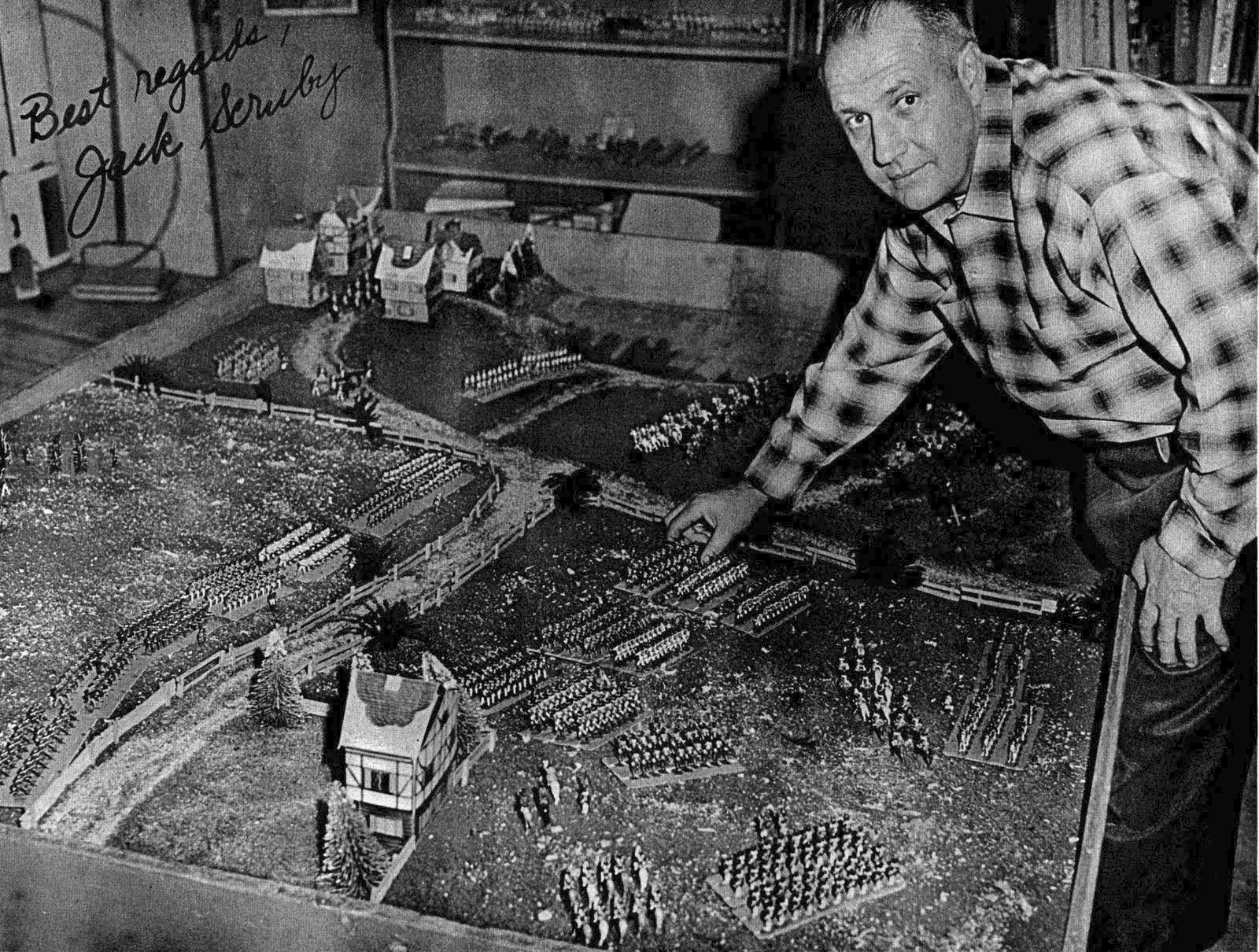
Jack Scruby im Jahr 1962

1955 begann ein Amerikaner namens Jack Scruby, preiswerte Miniaturmodelle für Tabletop aus Metall herzustellen. Scrubys wichtigster Beitrag zum Tabletop-Hobby war die Vernetzung von Spielern in ganz Amerika und im Vereinigten Königreich. Zu dieser Zeit war die Tabletop-Gemeinschaft winzig, und die Spieler hatten Mühe, einander zu finden. Im Jahr 1956 organisierte Scruby die erste Tabletop-Convention in Amerika, an der nur vierzehn Personen teilnahmen. Von 1957 bis 1962 gab er im Selbstverlag das weltweit erste Tabletop-Magazin mit dem Titel The War Game Digest heraus, in dem Wargamer ihre Regeln veröffentlichen und Spielberichte austauschen konnten. Die Zeitschrift hatte weniger als zweihundert Abonnenten, aber sie begründete eine Gemeinschaft, die ständig wuchs.
1956 veröffentlichte Tony Bath das erste Regelwerk für ein Miniaturkriegsspiel, das im Mittelalter spielte. 1971 entwickelte Gary Gygax zusammen mit Jeff Perren sein eigenes Tabletop-System für mittelalterliche Kriegsführung namens Chainmail. 1972 brachte Gygax eine 2. Edition zu Chainmail heraus, die Magie und Fantasiewesen hinzufügte und damit das erste Fantasy-Tabletop war. Diese Ergänzung wurde durch die wachsende Popularität der Der-Herr-der-Ringe-Romane von J. R. R. Tolkien inspiriert. Später entwickelte Gary Gygax zusammen mit Dave Arneson das erste Tabletop-Rollenspiel: Dungeons & Dragons. Dungeons & Dragons war ein Spiel, das sich an der Geschichte orientierte, aber die Regeln des Kriegsspiels adaptierte, um die Kämpfe zu simulieren, in die die Spieler geraten konnten.

### Kommerzielle Tabletop-Spiele mit eigenen Miniaturen
1983 brachte das britische Unternehmen Games Workshop ein Fantasy-Tabletop namens Warhammer heraus, das erste Tabletop-Spiel, bei dem eigene Miniaturen verwendet wurden. Games Workshop stellte damals Miniaturen zur Verwendung in Dungeons & Dragons her. Warhammer sollte die Kunden dazu anregen, mehr von diesen Modellen zu kaufen. Anfangs hatte Warhammer einen einfachen fiktionalen Hintergrund und verwendete generische Charaktere, wie sie im Fantasy-Bereich üblich sind. Im Laufe der Zeit erweiterte Games Workshop aber den Hintergrund und führte viele eigene und markante Elemente ein.
1987 brachte Games Workshop ein Tabletop-Spiel namens Warhammer 40.000 heraus, das eine Science-Fiction-Variante von Warhammer war. Wie bei Warhammer sollten die Spieler auch bei Warhammer 40.000, eigene Modelle von Games Workshop nutzen. Auf Veranstaltungen von Games Workshop durften sogar nur Miniaturen des Herstellers verwendet werden. Warhammer 40.000 wurde sogar noch erfolgreicher als Warhammer. Der Erfolg der Warhammer-Spiele förderte den Verkauf der Modellreihe von Games Workshop.

### Aktuelle Entwicklung
In den 2010er Jahren hat das Crowdfunding im Tabletop-Bereich für mehr Konkurrenz gesorgt, da Hersteller weniger Risiko bei der Vorfinanzierung eingehen mussten. So wurde zum Beispiel das Tabletop A Song of Ice & Fire: Tabletop Miniature Game oder The Drowned Earth Miniatures Game, beide im Jahr 2017, über Crowdfunding finanziert.
Einen weiteren Einfluss auf das Tabletop-Hobby hat der 3D-Druck bzw. die additive Fertigung im privaten Bereich. Drittanbieter stellen häufig nur noch Dateien von Modellen zur Verfügung, die man sich dann selbst drucken oder bei einem entsprechenden Dienstleister drucken lassen kann. Diese Miniaturen bzw. Dateien dieser Anbieter sind häufig nicht einem festen Spielsystem zugeordnet.

## Bekannte Tabletop-Systeme und Spieleautoren

### Bekannte Tabletop-Systeme und anbietende Unternehmen
Warhammer zählt zu den traditionellen Systemen und stellt Schlachten zwischen Fantasy-Armeen dar, wurde aber mittlerweile durch den Hersteller Games Workshop eingestellt. Der Nachfolger heißt Age of Sigmar. Die Modellanzahl liegt pro Armee teilweise bei über 100 Modellen. Truppen werden in Kampfverbänden oder Regimenten zusammengefasst und in Gruppen gesteuert. Zusätzlich vertreibt Games Workshop weitere Tabletop-Systeme wie Warhammer 40.000, Kill Team, Necromunda und das Middle-Earth Strategie-Spiel.
Weitere bekannte Spielsysteme sind A Song of Ice & Fire: Tabletop Miniature Game von CMON und Dark Sword Miniatures oder Star Wars: Shatterpoint von Atomic Mass Games. Atomic Mass Games bietet neben Star Wars: Shatterpoint weitere Tabletop-Systeme im Star Wars Universum an. Diese sind Star Wars: Legion, Star Wars: X-Wing und Star Wars: Armada. Ein relativ junges Tabletop-System ist auch Conquest - Last Argument of Kings von Para Bellum Games.
Weitere bekannte Spielsysteme sind Saga von Tomahawk Studios, Carnevale und Dropzone Commander von TTCombat, Bolt Action und Black Powder von Warlord Games, Warpath von Mantic Games, Infinity the Game von Corvus Belli und Guild Ball sowie Warmachine und Hordes von Steamforged Games.
Im Bereich historischer Schlachten ist De Bellis Magistrorum Militum (kurz DBMM), De Bellis Multitudinis (DBM) zusammen mit seinem kleineren Bruder De Bellis Antiquitatis (DBA) sehr verbreitet. In Deutschland werden DBMM und DBM hauptsächlich im 15-mm-Maßstab gespielt. Beide Systeme decken den Zeitraum von etwa 3000 vor Christus bis ins späte 16. Jahrhundert ab.
Daneben gibt es noch viele Unternehmen, die eine Vielzahl an Figuren in ihrem Sortiment haben, die nicht für ein bestimmtes Spielsystem produziert werden, zum Beispiel Ral Partha, Gamezone, Fenryll, Foundry, Reaper Miniatures, Thomarillion, TIN Bitz und Assassin Miniaturen.
2004 wurde vom Spielzeugriesen Hasbro ein Einsteiger-Tabletop namens Heroscape auf den Markt gebracht, das im Vergleich zu seinen großen Brüdern ein eher simples Regelsystem besitzt. Der Hauptunterschied ist, dass Heroscape eine veränderbare 3D-Landschaft besitzt, auf der die Kämpfe stattfinden. Einen ähnlichen Ansatz verfolgt auch der Heroscape-Nachfolger Magic: The Gathering – Arena of the Planeswalkers.

### Bekannte Spieleautoren
Da älteste bekannte Tabletop-Spiel stammt von Robert Louis Stevenson. Er entwickelte es selbst und interviewte dazu auch Veteranen. Seine Spielregeln wurden aber nie veröffentlicht.
H. G. Wells veröffentlichte mit Little Wars die ältesten bekannten Regeln zu einem Tabletop-Spiel. Er ist auch als der Vater der Konfliktsimulation mit Miniaturen (Father of Miniature Wargaming) bekannt.
Jack Scruby ist als Vater des modernen Tabletops bekannt. Er machte das moderne Tabletop populär und organisierte 1956 vielleicht die erste Tabletop-Convention. Jack Scruby war auch ein Hersteller von Militär-Miniaturen, dessen Bemühungen in den späten 1950er Jahren zu einer Wiedergeburt des Tabletop-Hobbys führten.
Gary Gygax ist bekannter als Miterfinder von Dungeons & Dragons. Er veröffentlichte aber auch Chainmail, dem ersten Tabletop-Spiel im Fantasy-Genre.
Andy Chambers ist bekannt für seine Arbeit bei der Entwicklung und Überarbeitung von Regeln für Games Workshop und Mongoose Publishing. Weitere Spiele, an deren Entwicklung er beteiligt war, sind Warhammer 40.000, Dropfleet Commander und Blood Red Skies.
Rick Priestley ist bekannt für seine Tätigkeit für Games Workshop. Er ist Miterfinder/Mitautor von Warhammer, Autor von Warhammer 40.000, Mitautor des Middle-Earth Tabletop-Strategiespiel und einer Vielzahl anderer Spiele. Priestley war auch Miteigentümer von Warlord Games und entwickelte als freier Mitarbeiter im Auftrag anderer Spieleverlage Regelwerke für Tabletop-Spiele.
Alessio Cavatore ist der Autor vieler Regelwerke und bekannt für seine Arbeit mit Games Workshop, Mantic Games und Warlord Games.
Jervis Johnson ist der Erfinder von Blood Bowl und Autor vieler weiterer Regelwerke. Er ist bekannt für seine Tätigkeit für Games Workshop, bei dem er 38 Jahre beschäftigt war.
Werner Klocke ist der Inhaber von Freebooter Miniatures und Erfinder der deutschen Tabletop-Spiele Freebooter’s Fate und Ascending Fate.

## Tabletop-Gemeinschaft und Veranstaltungen
Größere Spielgruppen organisieren sich häufig in Clubs oder in Vereinen. Die häufigsten Veranstaltungen sind Tabletop-Turniere und -Conventions.

### Turniere

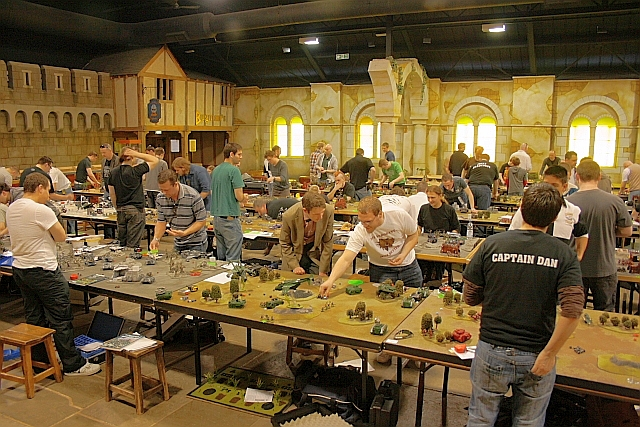
Teilnehmer eines Tabletop-Turniers

Mit der Website TableTopTurniere.de entstand im deutschen Sprachraum eine Plattform, auf der Turniere organisiert und angeboten werden können. Darüber hinaus verfügt die Website über Ranglisten. Mittlerweile ist die Website auch außerhalb des deutschen Sprachraums bekannt, vor allem in Frankreich.
Einige Hersteller veranstalten Meisterschaften mit eigenen Spielsystemen. Atomic Mass Games veranstaltete in den Jahren 2022 und 2023 Open Qualifiers, meist nationale Qualifikations-Turniere. Die besten Teilnehmer werden zu einer Art Weltmeisterschaft in die USA eingeladen.
Einige Hersteller unterstützen die Organisation von Turnieren. Ein Beispiel dafür ist das Infinity Tournament System, kurz ITS, für das Spiel Infinity the Game des spanischen Herstellers Corvus Belli.
Bei Turnieren müssen die Spieler meistens vorab ihre Liste beim Organisator einreichen. Manche Turniere lassen auch mehrere Listen für einen Spieler zu. Das rechtzeitige Einreichen der Liste kann auf dem Turnier mit Bonuspunkten belohnt werden. Zusätzlich haben einige Turniere eine Bemalwertung. Je nach Organisator des Turniers kann diese Bemalwertung Einfluss auf das Turnier haben oder auch nicht. Dies ist häufig selbst innerhalb eines Tabletop-Spielsystems nicht einheitlich geregelt.

### Conventions
Für Tabletop-Spieler gibt es auch alljährliche Conventions. Die größte deutsche Tabletop-Convention ist die seit 2006 stattfindende Hamburger Tactica. Es finden aber im gesamten deutschsprachigen Raum auch kleinere Conventions statt.
International sind die Salute in London und die Crisis in Antwerpen die größten Tabletop-Conventions. Die Salute fand das erste Mal 1972 statt und zur 50. Salute im Jahr 2023 kamen über 5000 Besucher.
Die Spiel und auch andere größere Conventions haben einen eigenen Bereich, in dem neben Rollen- und Sammelkartenspielen auch Tabletop-Spiele zu finden sind.

### Vereine und Clubs
In vielen Städten in Deutschland wurden Tabletop-Vereine und -Clubs gegründet. Teilweise handelt es sich dabei um eingetragene Vereine. Im Mai 2025 waren in der Clubrangliste auf Tabletopturniere.de 249 Clubs oder Vereine aus Deutschland, 14 aus Österreich und 7 aus der Schweiz gelistet. Es gibt für Tabletop-Spiele keinen Dachverband mit offiziellen Zahlen zur Anzahl der Clubs oder Vereine.

### Tabletop in Sozialen Medien
Tabletop ist mittlerweile auch in den Sozialen Medien vertreten. So gibt es etliche YouTube Content Creator, sowohl deutschsprachige YouTube-Kanäle aber noch wesentlich mehr internationale englischsprachige YouTube-Kanäle. Dabei hat der größte deutschsprachige YouTube-Kanal über 40.000 Abonnenten, was für YouTube im Vergleich zu anderen Hobbys keine besonders große Zahl an Abonnenten ist. Auch viele Hersteller von Tabletop-Spielen betreiben mittlerweile eigene YouTube-Kanäle.
Mit Stand 20. August 2023 gibt es die folgenden deutschsprachigen YouTube-Kanäle mit mehr als 10.000 Abonnenten:
- 1000 für den Imperator
- ChefoberbossM
- Diced
- Paintomancy
- Spielebude
- Table and beyond
- Tabletop Basement TV
- TabletopWorkshop (TWS)

Der größte YouTube-Kanal zum Thema Tabletop ist der Kanal von Games Workshop mit über 660.000 Abonnenten Stand 24. August 2023.
Zusätzlich gibt es verschiedene Podcasts zum Thema Tabletop. Der bekannteste deutschsprachige Podcast ist Magabotato.
Lange Zeit waren Internetforen das Medium, über das sich Tabletop-Spieler online ausgetauscht haben. In den 2010er Jahren verbreitete sich zusätzlich Facebook als Austauschplattform. Mittlerweile verbreitet sich auch die Nutzung von Discord und verdrängt teilweise die Online-Foren.